# 知床遊覧船沈没事故
知床遊覧船沈没事故（しれとこゆうらんせんちんぼつじこ）は、2022年（令和4年）4月23日に北海道斜里郡斜里町の知床半島西海岸沖で、有限会社知床遊覧船（しれとこゆうらんせん）が保有・運行する観光船「KAZU I（カズ ワン）」が船内浸水により沈没した海難事故。乗員・乗客合わせて26名全員が死亡・行方不明となり、旅客船事業に対して国の監督強化のほか、海上保安庁が救助体制を強化するきっかけとなった。
「北海道知床遊覧船事故」「KAZU I 沈没事故」などとも呼称される。また「知床観光船沈没事故」という呼称もあるが、「知床観光船」を登録商標としている道東観光開発及び同社が運航する「知床観光船おーろら」と本件事故は一切関係がない。

## 事故の経過
観光船「KAZU I」は、有限会社知床遊覧船が保有・運航する小型観光船で、斜里町ウトロのウトロ漁港から知床岬へ向かい、折り返してウトロへ帰港する予定だった。このコースは「知床岬コース」と呼ばれており、所要時間は3時間程度だった。
事故当日は有限会社知床遊覧船が当季の運航を始めた初日だった。ウトロ漁港を発着する観光船は同社を含め5社が運航していたが、同業他社はゴールデンウィーク初日の4月29日ごろから運航を開始する予定だったため、当日は同社の観光船だけが運航していた。

### 当日の気象状況
事故当日、斜里町には3時9分に強風注意報（海上で6時から24時まで風速15.0 m/s以上）、9時42分に波浪注意報（海上で9時から12時まで波高2.0 m、12時から15時まで波高2.5 m）が発表されていた。発航以前の時点で運航基準に基づく発航を中止すべき条件（風速8m/s以上、波高1m以上）に達するおそれがあった。
ウトロ漁港沖合の波高は10時には32 cmと穏やかだったが、11時40分頃から上昇を始め、12時20分に1 mを超え、13時18分には2 mとなり、14時には3.07 mに達した。
事故当日の朝、「KAZU I」の船長は別の観光船運航会社の従業員から「今日は海に出るのをやめておいた方がいい」と忠告されていたという。ウトロ漁業協同組合によると、昼頃からは現場海域の視界が悪くなって波も高まり、漁船は午前中に引き返していた。

### 「KAZU I」の出航
10時
「KAZU I」がウトロ漁港を出港。子ども2名を含む乗客24名と、船長・甲板員の計26名が乗船していた。
10時10分頃
ウトロ漁港から北東に3 kmあまり離れた地点で、トレッキングツアーの客が「KAZU I」を目撃、撮影している。ツアーに同行していたガイドによると、この時点で船の様子は通常通りだった。
10時20分頃
僚船の「KAZU III」が臨時船長の操船で乗客12名を乗せ、カムイワッカの滝で折り返す70分のコースに出航、11時頃から若干の波風を感じたが、11時40分頃に予定通り帰港している。
12時10分頃
波が高まったため、知床遊覧船事務所は14時に出港する便の運航中止を決定した。
12時55分頃
知床遊覧船事務所にいた男性従業員が、天候の悪化に不安を覚えて船長の携帯電話に連絡を試みるも、つながらなかった。

### 事故発生
13時頃
「KAZU I」が帰港していないことに気づいた別の観光船運航会社の従業員が、知床遊覧船事務所を訪れると「船長の携帯電話がつながらない」と告げられた。知床遊覧船事務所の無線用アンテナは同年1月頃に破損して以来、修理しておらず無線交信ができなかったため、従業員は自社の事務所から無線交信にあたることになった。
13時10分頃
従業員が無線で現在地を尋ねると、船長は「カシュニの滝にいる。戻るのに時間がかかる」と応答した。この時点で切迫した様子はなかったが、通常通りの運航をしていた場合、現場付近は1時間ほど前に通過していたはずであり、減速して航行せざるを得ない事態に見舞われていた可能性がある。
従業員が知床遊覧船事務所に状況を伝え自社に戻ると、わずか数分で状況が一変しており、無線で問いかける前から「救命胴衣を着せろ」と誰かに指示する声が聞こえた。船長に呼びかけると「大変なことになった」「エンジンが止まって前の方から沈んでいる」「そのうちに、バッテリーが落ちるかもしれない」と応答があった。
13時13分
この交信をした従業員が、海上保安庁へ救助要請の118番通報をした。「アマチュア無線で（沈みそうだ）と言ってきた。知床遊覧船のカズワン。乗客はいる。カシュニの滝あたり」。これが事故の第一報となった。従業員は海上保安庁への通報後、船長にも携帯電話で118番通報をするよう伝えた。
最後に無線で交信したのは、当日乗客の案内をした男性。船長は最後に「もうだめです。もうバッテリーが落ちると思います」それ以降、呼びかけても応答はなく、これが無線機での最後の通信となった。
13時18分
船長は乗客から借りた携帯電話で、「カシュニの滝の近く。船首 浸水、沈んでいる。バッテリーダメ。エンジン使えない。乗客10人くらい」と118番通報した。
通報の位置情報はカシュニの滝の沖から約1 kmの地点で、後に船体が発見された地点から南西におよそ200 m離れている。付近の潮の流れから、通報後まもなく沈没したとみられている。
沈没前に携帯電話が通じた乗客もおり、乗船していた佐賀県在住の70代男性は、「船が沈没しよるけん、今までありがとうね」と妻に電話で別れを告げていた。
13時21分
乗客の1人が、自身の携帯電話で親族に連絡し、「船首が浸水して船が沈みかかっている。浸水して足まで浸かっている。冷た過ぎて泳ぐことはできない。飛び込むこともできない」などと話した。運輸安全委員会の調査で確認された最後の通信とされる。

### 事故後の初期対応
13時22分
第一管区海上保安本部が釧路航空基地にヘリコプターの出動を指示、道東を管轄する部署に所属する巡視船に対して発動を指示する。
13時30分
知床遊覧船の関係者が救助に向かおうとしたが、ウトロ漁港沖合の波風が強く出港を断念した。
知床遊覧船の社長は、外出先から携帯電話でウトロ漁港の漁業関係者に連絡を取って救助協力を仰いだが、「波が段々高くなってきて風が出てきた、助けには行けない。海上保安庁に任せる」と言われた。
13時47分
知床遊覧船の関係者から118番通報。「カズワンはどうなった？漁船は出られないと言われた。ヘリじゃないと間にあわない。沈む。ライフジャケットはつけさせた。船とヘリ手配中」。
14時16分
知床遊覧船の関係者から118番通報、「乗船者は26名、うち大人22名、子供2名、船長1名、甲板員1名。全員ライフジャケット着用済み。くり返し携帯に架電するも連絡とれず」。
14時55分
知床遊覧船事務所から海上保安本部へ「14時頃からKAZU Iと連絡が途絶えている」と連絡があった。
15時頃
網走海上保安署の職員が知床遊覧船事務所に到着。乗客名簿に書かれた12の携帯電話番号すべてに電話をかけたが通じなかった。
16時30分
海上保安庁のヘリコプターが現場上空に到着、捜索を開始。
17時55分
海上保安庁の巡視船が現場海域に到着、捜索を開始。
19時40分
第一管区海上保安本部本部長は、千歳基地の航空自衛隊第2航空団司令に対して捜索救難に係る災害派遣要請を行った。
20時29分
千歳救難隊および救難教育隊のU-125A救難捜索機2機が現場に到着、捜索を開始。
23時44分
海上自衛隊のP-3C対潜哨戒機2機が捜索を開始。

### 行方不明者の発見
4月24日
5時5分 北海道警察のヘリコプターが知床岬先端沖の海上に浮かんでいた3名を発見。
5時45分 海上保安庁のヘリコプターが知床岬先端の岩場付近で1名を発見。
5時55分 北海道警ヘリで2名を救出、斜里町立知床ウトロ学校（小中学校）へ搬送、斜里消防の救急隊に引き継ぎ、病院へ搬送。
6時19分 海上保安庁が知床岬先端の岩場付近で1名を発見。
6時30分 北海道警ヘリで2名救出、斜里消防の救急隊に引き継ぎ、病院へ搬送。
6時36分 知床岬先端付近の海上で1名を発見。
7時00分 海上保安庁ヘリで2名を救出、斜里町陸上競技場に搬送、斜里消防の救急隊に引き継ぎ、病院へ搬送。
7時30分 海上保安庁が知床岬先端の波打ち際で2名を発見。
7時30分 海上保安庁ヘリで2名を救出、斜里消防の救急隊に引き継ぎ、ウトロ支所（DMAT 所在）へ搬送。
8時1分 航空自衛隊のヘリコプターが知床岬先端付近の海上で1名を発見。
8時24分 航空自衛隊ヘリで1名を救出、斜里消防の救急隊に引き継ぎ、ウトロ支所へ搬送。
10時7分 海上保安庁が知床岬先端付近の海上で1名を発見。
10時11分 航空自衛隊ヘリで1名を救出、斜里消防の救急隊に引き継ぎ、ウトロ支所へ搬送。
20時55分 北海道の漁業監視船が知床岬灯台から東に14.5キロメートルの海上で1名を発見。
23時10分 海上保安庁巡視船で1名救出、斜里消防の救急隊に引き継ぎ、病院へ搬送。
4月25日
第一管区海上保安本部は25日、24日夜に新たに救助された子ども1名の死亡が確認されたと発表した。これまでに救助された11名すべての死亡が確認された。
4月27日
これまで発見、死亡が確認された11名全員の身元が判明した。
第一管区海上保安本部は、ロシア国境警備局から一管本部宛てに、「ロシア警備艦が27日13時ごろに、国後島の西沖で救命胴衣を着用した漂流者を発見したが、荒天のため引き揚げられず見失った」と、28日夕方にFAXで連絡があったと発表した。一方でロシア側はリュックサックを見つけて引き揚げており、その中には、これまでに発見された乗船者の名義の銀行カードが入っていたとしている。
4月28日
16時8分 海上自衛隊の掃海艇「いずしま」が知床岬灯台から南南東方向23.9 km付近の海域で行方不明者2名を発見・収容し、16時44分に海上保安庁へ引き渡した。
18時7分 海上保安庁ヘリで2名を搬送、斜里消防の救急隊に引き継ぎ、病院へ搬送。
18時13分 海上保安庁の巡視船が知床岬灯台から南南東方向に23.0 km付近の海域で行方不明者1名を救助した。
19時12分 海上保安庁ヘリで1名を搬送、斜里消防の救急隊に引き継ぎ、病院へ搬送。
同日、第一管区海上保安本部は知床半島東側の海上で新たに発見した男性3名の死亡を確認したと発表。
5月2日
新たに身元が確認された2名の氏名が公表、死亡が確認された14名全員の氏名が公表された。
5月6日
ロシアから「5月6日に国後島の西岸で女性の遺体が発見された。国籍は不明で、今後詳細が分かれば連絡する」との連絡が5月10日にあった旨を、第一管区海上保安本部が13日に発表した。当事故による行方不明者とみられており、遺体は古釜布（ユジノ・クリリスク）にある病院に運ばれた。なお、身元の特定につながる所持品は発見されなかった。
5月18日
第一管区海上保安本部は、ロシアから「国後島の西側の沿岸にて新たな遺体が18日に発見された」との連絡が19日にあったと発表した。男性と見られ、ジーンズ、黒いボクサーパンツ、ダークブルーとグレーが混ざった色のTシャツを着ていた。また、遺体の近くには日本語で書かれたと見られる身分証明書があった。事故による行方不明者と見られており、外交ルートを通じて身元の確認を行っている。
6月23日
5月に国後島にて発見された2名の遺体について、いずれも乗船者のDNAと一致したとロシア側から連絡があった。今後は遺体の引き渡しに向けて時期や方法などを外交ルートを通じて調整し、引き渡し後に海上保安庁が改めてDNAを鑑定して身元の確認を行う方針とした。
6月28日
ロシア国境警備局より同日午後、外交ルートを通じて、「ロシア・サハリン州南部コルサコフ付近のオゼルスキー沿岸で28日朝、日本人とみられる男性の遺体を発見した」と連絡があった。「KAZU」と書かれた赤い救命胴衣を着ており、黒色の携帯電話や車の鍵、時計などを所持していた。第一管区海上保安本部は同日午後、行方不明者の家族に伝え、所持品から身元の確認を進めている。
7月19日
第一管区海上保安本部は、ロシア・サハリン島南部で見つかった男性の遺体について、ロシアで行われたDNA型鑑定の結果、乗船者の男性のDNA型と一致したと発表した。同日夕方、外交ルートを通じてロシア側から連絡があった。今後は遺体の引き渡しに向けて調整を進め、引き渡しの後、日本でも改めてDNA型鑑定を行い身元を特定する。
8月14日
羅臼町の漁業者らのグループが知床半島先端にある啓吉湾の波打ち際で人の頭骨のような物を含む骨8点と衣類を発見し、翌15日に北海道警察斜里警察署に引き渡した。道警はDNA鑑定を行い、身元や事故との関係を調べた。
8月18日
北海道警察が人骨のような物15点を発見したことを発表し、DNA鑑定で本件事故との関連性を調査した。
第一管区海上保安本部は18日、半島沿岸部で捜索活動を展開し、13点の骨のような物と黒色のバッグ1個を発見した。人骨と確認されれば、道警がDNA鑑定を行う。
9月2日
第一管区海上保安本部によると、知床岬近くの啓吉湾で8月14日に発見された頭骨のDNAが、事故の行方不明者のDNAと一致した。9月2日に北海道警察から連絡があった。海上保安本部は沈没事故による死亡と断定した。遺族の意向で氏名や性別、年齢などは公表しない。
9月9日
北方領土の国後島とサハリン南部の沿岸で見つかった行方不明者とみられる3名の遺体が、サハリン南部のコルサコフ港で引き渡された。8日13時、海上保安庁の巡視船「つがる」が現地に向けて小樽港を出港。9日8時40分にコルサコフ港で3遺体が引き渡され、10日8時に小樽港に入港した。
9月13日
第一管区海上保安本部は13日、ロシアから運んだ3名の遺体について旭川医科大でのDNA型鑑定の結果、乗客乗員3名と特定したと発表した。
9月17日
第一管区海上保安本部は11時半頃、知床半島の海岸でボランティアで捜索を行っていた漁業の男性から「男性とみられる遺体を見つけた」との通報を受ける。網走海上保安署所属の巡視船「ゆうばり」を派遣、遺体を収容して17時ごろ網走港に到着、北海道警察に引き渡した。警察はDNA鑑定などを行って確認を進めることにしている。
9月24日
第一管区海上保安本部は警察によるDNA鑑定の結果、9月17日に発見された遺体は「KAZU I」の船長と確認されたと発表した。
10月12日
第一管区海上保安本部は知床半島の文吉湾付近で8月に見つかった骨の身元が、乗客の男性と確認されたと発表した。「遺族の了承が得られていない」として、男性の氏名を公表していない。骨は8月18日に海保の機動救難士が発見した。13点見つかったうち、DNA型鑑定で11点が男性のものと確認された。残り2点は動物の骨だった。
10月19日
第一管区海上保安本部は8月14日、18日の捜索で知床岬近くで見つかった骨のようなもの23点のうち、頭蓋骨を含む3点は北海道警察によるDNA鑑定の結果、観光船の乗客で、既に死亡が確認されている女性の骨であると発表した。残りの20点は動物の骨と鑑定された。
2024年2月15日
行方不明になっている子供1人について、親族が法律上亡くなったものとする「認定死亡」の手続きをしたことが分かった。

### 「KAZU I」船体引き揚げ
5月21日
日本サルヴェージの作業台船「海進」が、「KAZU I」船体の引き揚げに向けた作業に着手した。6時55分、潜水士を乗せた水中エレベーターが降下を始め、7時42分に水深102メートルに到達、7時57分に潜水士が飽和潜水による作業を開始した。船内の物が流出しないようロープで結ぶなどの作業を行った。
5月22日
22日は強風のため作業を1日中断した。「海進」は網走港に一旦戻り、17時過ぎにタグボートに曳かれて再び現場海域に向かった。
5月23日
第一管区海上保安本部は、「海進」が「KAZU I」船体の吊り上げ作業を実施し、16時ごろに終了したと発表した。23日朝、引き揚げ作業を再開、潜水士3名が海底に降り、複数の幅広のナイロン製ベルトを船底に通し、約1時間かけて海面下約20メートルまで吊り上げた。「KAZU I」を海中につるしたまま固定し、23日夕、斜里町沖に向けて曳航を開始した。いかりを下ろして安定的に作業できる斜里町沖約7キロの浅瀬に一時停止し、24日午後にも「海進」の上に「KAZU I」を載せる。
5月24日
第一管区海上保安本部は、曳航中の「KAZU I」が水深182メートルの海底に落下したと明らかにした。「海進」から10時20分、「KAZU Iを海底に落とした」と連絡があった。8～10時の間に、海中に吊るされていた船体が落下したと見られる。無人潜水機「はくよう」が11時42分、ウトロ漁港から西に11キロの海底に沈んだ「KAZU I」を確認した。船底を下にした状態で、原形を留めている。船体を吊るしていたスリングを回収して調べたところ、5本のうち船体後方の2本が切れているのが確認された。
5月25日
8時半過ぎから無人潜水機「はくよう」を使って引き揚げの準備作業に入った。船体は船首付近の手すりが外れている以外には大きな損傷はない。
5月26日
7時55分に再引き揚げ作業を開始、「新日丸」から無人潜水機「はくよう」が投入された。前日に「はくよう」が「KAZU I」の前部と後部に取り付けていたナイロン製ベルト2本を、作業台船「海進」からワイヤで下ろした鋼鉄製の枠に接続。15時からウインチによる吊り上げ作業が開始され、18時55分ごろ海面上まで引き揚げられた。船体にブルーシートをかけ、ベルトやロープを使って「横抱き」と呼ばれる手法で「海進」の左舷側に固定、ウトロ漁港沖の浅い海域に移動した。22時30分ごろから「海進」の甲板上への引き揚げ作業が始まった。約5時間後の27日3時20分に終了し、船体にはブルーシートがかぶせられた。
5月27日
14時25分、「KAZU I」を載せた作業台船「海進」が網走港に着岸した。
6月1日
7時15分ごろから、船体の陸揚げ作業が行われた。船体が作業台船からクレーンで吊り上げられた後、トレーラーの上に載せられ、近くにある保管場所に移された。

## 捜索活動
4月23日
最初に現場にて捜索活動を開始したのは、海上保安庁のヘリコプターで、13時22分には最寄りの釧路航空基地に出動指示が出された。しかし、当時は所属ヘリ2機のうち1機が整備中、もう1機は遠方の海域で哨戒業務中で、救助活動を行うにあたって燃料の補給と潜水士を同乗させる必要があった。このため、14時38分に釧路航空基地へいったん帰投、給油活動および2人の潜水士を同乗させたのちに15時20分に基地を出発し、最終的に現場に到着したのは通報から約3時間後の16時30分ごろとなった。このことは、海保の航空機配備数を見直すきっかけとなった（「#事故の影響」参照）。以後、海上保安庁のヘリコプター2機、北海道警察のアグスタAW139ヘリコプター1機が現場海域付近の捜索を18時30分まで実施した。現場から約300km離れた海上保安庁千歳航空基地からも固定翼機が投入されたが、到着は18時15分ごろだった。
また、13時22分ごろに巡視船出動の指示を行ったが、高波のため通常の速力が出せず、捜索活動の開始に時間を要した。17時55分に根室海上保安部「くなしり」、18時50分に羅臼海上保安署「てしお」、19時30分に紋別海上保安部「そらち」が現場海域に到着し、それぞれ捜索を実施。
その後、第一管区海上保安本部本部長は、19時40分に千歳基地の航空自衛隊第2航空団司令に対して捜索救難に係る災害派遣要請を行った。これを受け、千歳救難隊および救難教育隊のU-125A救難捜索機、それぞれ1機が20時29分以降現場到着、捜索を開始したほか、海上自衛隊の第2航空群所属のP-3C対潜哨戒機2機が23時44分以降、捜索を開始した。海上保安庁の巡視船艇7隻、航空機2機による捜索は24時間体制で実施された。しかし天候不良により捜索は難航し、この日行方不明者は発見されなかった。
4月24日
空自の千歳救難隊および救難教育隊所属U-125A、海自の第2航空群所属P-3Cは日付が変わって以降も捜索を継続。0時10分、海自第14護衛隊所属の護衛艦「せんだい」は寄港中であった大湊基地から捜索のため出港した。その他7時39分以降、空自の千歳救難隊所属UH-60J救難ヘリコプター1機が捜索を開始。各種対策本部等にリアルタイムで現場の状況を伝えるために、7時45分以降、陸上自衛隊の北部方面航空隊所属UH-1J多用途ヘリコプター2機が映像伝送を開始。8時1分、千歳救難隊所属UH-60J救難ヘリコプターが行方不明者1名を発見、同24分に収容完了。9時27分以降、空自秋田救難隊所属のUH-60J救難ヘリコプター、1機が捜索を開始。10時11分、海保が発見した行方不明者を千歳救難隊所属UH-60J救難ヘリコプターが収容。12時55分以降、レーダー覆域の補完及び通信中継のため、空自のE-2早期警戒機が運用開始。海上保安庁は巡視船艇6隻、航空機3機、ヘリコプター4機、北海道警察はヘリコプター1機、北海道は防災ヘリコプター1機、漁業取締船1隻が捜索を実施。また、この日から地元の漁船や事故と関係のない観光船などによる捜索も始まった。
4月25日
2時42分、海自第14護衛隊の護衛艦「せんだい」が現場に到着し捜索を開始。その他5時29分以降、空自の千歳救難隊及び秋田救難隊のUH-60J救難ヘリコプター計2機が捜索を実施した。7時20分以降、陸自の北部方面航空隊のUH-1J多用途ヘリコプター2機が映像伝送を開始。8時30分以降、海自の第2航空群のP-3C哨戒機1機が捜索を開始。10時25分時点で、空自飛行警戒監視群所属のE-2早期警戒管制機1機が活動を実施。12時28分以降、空自飛行警戒管制群のE-767早期警戒管制機1機が活動を開始。14時23分以降、空自の千歳救難隊のU-125A救難捜索機1機が捜索を実施。海上保安庁は巡視船艇6隻、航空機1機、ヘリコプター4機、北海道警察はヘリコプター1機、警備艇2隻、北海道は漁業取締船1隻が捜索を実施。また、漁船や観光船などによる捜索活動が引き続き行われた。
この日は「KAZU I」のものと見られる浮き輪等は見つかったものの、行方不明者の発見はなかった。
一方で海上保安庁は、乗客の携帯電話の反応が一切なかったため、船は沈没した可能性があるとして、ソナーなどを用いた捜索を急ぐとした。
4月26日
海自第14護衛隊の護衛艦「せんだい」は終日、捜索を継続。その他5時15分以降、陸自の北部方面航空隊のUH-1J多用途ヘリコプター2機が映像伝送を開始。7時57分以降、空自の千歳救難隊及び秋田救難隊のUH-60J救難ヘリコプター計2機が捜索を実施。8時14分、海自第45掃海隊所属の掃海艇「いずしま」が捜索のため函館基地から出港。8時52分以降、千歳救難隊のU-125A救難捜索機1機が捜索を実施。9時00分以降、陸自第27普通科連隊及び第5偵察隊が捜索地域にて地上映像伝送を実施。10時28分以降、空自飛行警戒監視群所属のE-2早期警戒管制機1機が活動を開始。12時25分以降、空自飛行警戒管制群のE-767早期警戒管制機1機が活動を開始。このほかに海自P-3Cも捜索活動を実施。海上保安庁は巡視船艇7隻、航空機1機、ヘリコプター2機、北海道警察はヘリコプター1機、警備艇2隻、北海道は防災ヘリコプター1機、漁業取締船1隻が捜索を実施。また、漁船や観光船などによる捜索活動が引き続き行われた。
海上保安庁は、半島の沖合で捜索にあたっていた漁師から、「魚群探知機に大きな物体が映った」と連絡があったことを明らかにした。海上保安庁は同日、ソナーに写った物体についてダイバーを潜らせて調べた結果、「少なくともKAZU Iではない」との見方を示した。
沖合の深い場所も捜索する必要があることから、海上保安庁は海底の地形を探査する測量船「天洋」（海上保安庁海洋情報部所属）を投入し捜索の幅を広げるとし、同日11時頃に母港としている台場から出航させた。
4月27日
海自第14護衛隊の護衛艦「せんだい」は終日、捜索を継続。その他11時00分以降、空自千歳救難隊のUH-60J救難ヘリコプター1機が捜索を実施。同時に空自飛行警戒管制群のE-767早期警戒管制機1機が活動を開始した。海上保安庁は巡視船艇9隻、航空機1機、ヘリコプター2機、北海道警察はヘリコプター1機、警備艇2隻、北海道は防災ヘリコプター1機、漁業取締船1隻が捜索を実施。一方、この日は天候不良により漁船や観光船などでの捜索は中止となった。
また、26日に漁船の魚群探知機で確認された船体の可能性のある反応は、海底の地形だという結論に至った。
4月28日
海自第14護衛隊の護衛艦「せんだい」は終日、捜索を継続。その他11時23分以降、空自千歳救難隊のUH-60J救難ヘリコプター1機が捜索を実施。16時08分、現場海域進出中であった海自第45掃海隊所属「いずしま」が行方不明者2名を発見収容し、海保に引き渡した。16時22分以降、空自千歳救難隊のU-125A捜索救難機1機が捜索を実施した。海上保安庁は巡視船艇8隻、航空機1機、ヘリコプター4機、北海道警察はヘリコプター1機、警備艇2隻、北海道は防災ヘリコプター1機、漁業取締船1隻が捜索を実施。一方、この日も天候が回復せず、27日に続き漁船や観光船などによる捜索は中止となった。
4月29日
海自第14護衛隊の護衛艦「せんだい」活動終了。4時23分以降、空自千歳救難隊のUH-60J救難ヘリコプター1機が捜索を実施したほか、16時30分以降、空自千歳救難隊のU-125A捜索救難機1機が捜索を実施した。海上保安庁は巡視船艇7隻、航空機1機、ヘリコプター4機、北海道警察はヘリコプター2機、警備艇1隻、北海道は防災ヘリコプター1機が捜索を実施。またこの日は天候が比較的穏やかであったため、漁船や観光船などによる捜索が3日ぶりに行われた。
一方、海自第45掃海隊の掃海艇「いずしま」は、海保のソナー探査により特徴的な海底隆起が確認されたカシュニの滝付近の地点において、同艇搭載の機雷捜索・掃討用無人潜水機（ROV）「PAP-104」により水中捜索開始、そして同日11時7分、水深120メートルの海底で「KAZU I」の文字を確認、消息不明の同船であると確認された。
海上保安庁の測量船「天洋」が捜索海域に到着。海底における「KAZU I」の状態を測定した。
4月30日
9時13分以降、海自第45掃海隊の掃海艇「いずしま」が捜索を実施。11時27分以降、空自千歳救難隊のUH-60J救難ヘリコプター1機が捜索を実施。16時25分以降、空自千歳救難隊のU-125A捜索救難機1機が捜索を実施した。海上保安庁は巡視船艇7隻、航空機1機、ヘリコプター3機、北海道警察はヘリコプター1機、警備艇2隻、北海道は防災ヘリコプター1機が捜索を実施。また、漁船や観光船などによる捜索活動が引き続き行われた。
第一管区海上保安本部は、29日に測量船「天洋」が現場海域で調査した海底の画像を公開した。
5月1日
13時52分以降、空自千歳救難隊のUH-60J救難ヘリコプター1機が捜索を実施。その他14時54分以降、新たに海自第1掃海隊所属の掃海艦「ひらど」が現場海域に到着し捜索活動を開始。海自第45掃海隊の掃海艇「いずしま」は捜索活動を実施しつつ、補給等のため現場海域を離脱。15時46分以降、空自千歳救難隊のU-125A捜索救難機1機が捜索を実施。海上保安庁は巡視船艇7隻、航空機1機、ヘリコプター4機、北海道警察はヘリコプター1機、警備艇2隻が捜索を実施。また、漁船や観光船などによる捜索活動が引き続き行われた。
一方、29日に発見された船体に対する、水中カメラを用いた調査が行われた。後方にある客室のドアが開いているのが確認され、このドアから水中カメラを入れて船内を捜索できないか検討を進めたものの、潮流が速く水中カメラの操縦が難しいほか、視界も数メートル程と悪いため、この日は船内の様子を確認することはできなかった。
5月2日
海自第1掃海隊の掃海艦「ひらど」は終日、捜索を継続（天候状況に鑑み水中捜索は実施せず水上捜索のみ）したほか、16時38分、海自第45掃海隊の掃海艇「いずしま」は補給等を終え、現場海域に向けて進出開始。海上保安庁は巡視船艇9隻、航空機1機、ヘリコプター1機、北海道警察は警備艇2隻が捜索を実施。一方、この日は天候不良により漁船や観光船などでの捜索は中止となった。また、水中カメラによる船体の調査も同じく中止となった。
また、海上保安庁は、通常よりも深い水深までの潜水が可能な「飽和潜水」という専門技術を持つ日本サルヴェージと契約し、5月中にも船内の捜索を開始すると明らかにした。無人潜水機を搭載した、オフショアエンジニアリングが所有・管理する作業船「新日丸」が現場海域に向け、鹿児島県の港から出航した。
5月3日
7時57分以降、海自第45掃海隊の掃海艇「いずしま」が水中捜索を2回実施したほか、10時28分以降、海自第1掃海隊の掃海艦「ひらど」が水中捜索を2回実施。13時24分以降、空自千歳救難隊のUH-60J救難ヘリコプター1機が捜索を実施。14時24分以降、空自千歳救難隊のU-125A捜索救難機1機が捜索を実施。海上保安庁は巡視船艇7隻、航空機1機、ヘリコプター2機、北海道警察はヘリコプター1機、警備艇2隻が捜索を実施。加えて、天候の回復に伴い漁船や観光船などによる捜索活動が再開された。
また、水中カメラによる船体の調査も再開され、船体の発見後初めて船内の様子が確認できた。その後4日には撮影された写真が公開された。その写真では座席などが確認できたものの、行方不明者の発見につながる手がかりは発見されなかった。
一方、船体の調査をしていた北海道警察の水中カメラが操作不能になった。母船とつながるケーブルが船内の突起物に引っ掛かり切断した可能性があり、水中カメラは船内への入口付近に取り残されて回収不能になった。
5月4日
海自第45掃海隊の掃海艇「いずしま」は終日、捜索を継続（天候状況に鑑み水中捜索は実施せず水上捜索のみ）。海自第1掃海隊の掃海艦「ひらど」は捜索活動を実施しつつ、補給等のため現場海域を離脱、以後活動終了。海上保安庁は巡視船艇7隻、航空機1機、ヘリコプター1機、北海道警察は警備艇2隻が捜索を実施。また引き続き漁船や観光船などによる捜索活動も行われた。
5月5日
7時57分以降、海自第45掃海隊の掃海艇「いずしま」が水中捜索を実施。13時55分以降、空自千歳救難隊のUH-60J救難ヘリコプター1機が捜索を実施。14時20分以降、空自千歳救難隊のU-125A捜索救難機1機が捜索を実施。海上保安庁は巡視船艇8隻、航空機1機、ヘリコプター2機、北海道警察はヘリコプター1機、警備艇2隻、北海道は防災ヘリコプター1機が捜索を実施。また、漁船や観光船などによる捜索活動が引き続き行われた。更に、ロシア側との調整が付き、同日午後から海上保安庁の巡視船1隻が国後島付近での捜索を開始した。第一管区海上保安本部は取材に対し、日露中間線を超えての捜索があったかどうかについての明言はさけている。また、国後島付近での捜索について、4月25日に事故の概要をロシア側に伝えて捜索を依頼してから、ロシアの警備艦が捜索に協力しているとされることも明かされた。
一方、事故発生から同日まで要請という形で行われてきた地元漁船による捜索は、定置網漁の本格化を受けて5日までで終了となった。
5月6日
7時53分以降、海自第45掃海隊の掃海艇「いずしま」が水中捜索を実施。13時49分以降、空自千歳救難隊のUH-60J救難ヘリコプター1機が捜索を実施。14時26分以降、空自千歳救難隊のU-125A捜索救難機1機が捜索を実施。海上保安庁は巡視船艇7隻、航空機1機、ヘリコプター3機、北海道警察はヘリコプター1機、警備艇2隻、北海道は防災ヘリコプター1機が捜索を実施。
5月7日
7時52分以降、海自第45掃海隊の掃海艇「いずしま」が水中捜索を実施。8時39分以降、空自千歳救難隊のUH-60J救難ヘリコプター1機が捜索を実施。14時21分以降、空自千歳救難隊のU-125A捜索救難機1機が捜索を実施。海上保安庁は巡視船艇5隻、航空機1機、ヘリコプター3機、北海道警察はヘリコプター1機、警備艇2隻、北海道庁は防災ヘリコプター1機が捜索を実施。
5月8日
海自第45掃海隊の掃海艇「いずしま」は補給等のため一時現場海域を離脱。15時27分以降、空自千歳救難隊のU-125A捜索救難機1機が捜索を実施。海上保安庁は巡視船艇6隻、航空機1機、ヘリコプター2機、北海道警察はヘリコプター1機、警備艇2隻、北海道は防災ヘリコプター1機が捜索を実施。
海上保安庁が契約した民間の多目的作業船「新日丸」が捜索・調査活動を開始。無人潜水機「はくよう」により、操作不能になっていた北海道警察の水中カメラを回収した。
一方、第一管区海上保安部は、「新日丸」に搭載した無人潜水機にて撮影された「KAZU I」の画像を2枚公開した。新日丸は今後、近く行われる飽和潜水に向けて、これまでより画質のよい鮮明な画像で船体周辺を事前に確認する。
5月9日
13時23分以降、空自千歳救難隊のUH-60J救難ヘリコプター1機が捜索を実施。15時19分以降、空自千歳救難隊のU-125A捜索救難機1機が捜索を実施。海上保安庁は巡視船艇6隻、航空機1機、ヘリコプター2機、北海道警察は警備艇2隻が捜索を実施。民間の多目的作業船「新日丸」は無人潜水機「はくよう」による捜索・調査を実施。
5月10日
9時30分以降、空自千歳救難隊のUH-60J救難ヘリコプター1機が捜索を実施。12時45分以降、海自第45掃海隊の掃海艇「いずしま」は補給を終えて現場海域での水上捜索に復帰。15時25分以降、空自千歳救難隊のU-125A捜索救難機1機が捜索を実施。海上保安庁はヘリコプター2機、巡視船艇5隻、北海道警察はヘリコプター1機、警備艇2隻にて捜索を実施。民間の多目的作業船「新日丸」は無人潜水機「はくよう」による捜索、調査を実施。
15時前、飽和潜水の為の機材を搭載した、海上保安庁が契約した日本サルヴェージの作業台船「海進」とタグボート「早潮丸」が、福岡県の門司港より現場海域に向け出航した。
5月11日
海自第45掃海隊の掃海艇「いずしま」は終日、水上捜索を実施。14時28分以降、空自千歳救難隊のU-125A捜索救難機1機が捜索を実施。海上保安庁は巡視船艇5隻、航空機1機、ヘリコプター3機、北海道警察は警備艇1隻にて捜索を実施。民間の多目的作業船「新日丸」は無人潜水機「はくよう」による捜索・調査を実施。
5月12日
海自第45掃海隊の掃海艇「いずしま」は終日水上捜索を実施。14時23分、新たに掃海隊群第1掃海隊の掃海艇「はつしま」が根室港に入港、捜索活動のための補給等を実施。15時51分以降、空自千歳救難隊のU-125A捜索救難機1機が捜索を実施。海上保安庁は巡視船艇4隻、航空機1機、ヘリコプター2機、北海道警察は警備艇1隻にて捜索を実施。民間の多目的作業船「新日丸」は無人潜水機「はくよう」による捜索・調査を実施。
5月13日
海自第45掃海隊の掃海艇「いずしま」活動終了。16時01分以降、空自千歳救難隊のU-125A捜索救難機1機が捜索を実施。海上保安庁は巡視船艇4隻、航空機1機、ヘリコプター1機、北海道警察は警備艇2隻にて捜索を実施。民間の多目的作業船「新日丸」は無人潜水機「はくよう」による捜索・調査を実施。
5月14日
15時59分以降、空自千歳救難隊のU-125A捜索救難機1機が捜索を実施。海上保安庁は巡視船艇3隻、航空機1機、ヘリコプター1機、北海道警察は警備艇2隻にて捜索を実施。
5月15日
7時51分以降、海自掃海隊群第1掃海隊の掃海艇「はつしま」が水上捜索を実施。14時54分以降、空自千歳救難隊のU-125A捜索救難機1機が捜索を実施。海上保安庁は巡視船艇4隻、航空機1機、ヘリコプター1機、北海道警察は警備艇1隻にて捜索を実施。民間の多目的作業船「新日丸」は無人潜水機「はくよう」による捜索・調査を実施。
5月16日
海自掃海隊群第1掃海隊の掃海艇「はつしま」は終日水上捜索を実施。9時54分以降、空自千歳救難隊のU-125A捜索救難機1機が捜索を実施。16時25分以降、空自千歳救難隊のUH-60J救難ヘリコプター1機が捜索を実施。海上保安庁は巡視船艇4隻、航空機1機、ヘリコプター1機、北海道警察は警備艇1隻にて捜索を実施。民間の多目的作業船「新日丸」は無人潜水機「はくよう」による捜索・調査を実施。
北海道警察は16日から4日間の予定で陸上での行方不明者の捜索を拡大した。知床半島南側の羅臼町から、野付半島にかけての沿岸部約70キロで実施する。
5月17日
海自掃海隊群第1掃海隊の掃海艇「はつしま」は終日水上捜索を実施。12時25分以降、空自千歳救難隊のU-125A捜索救難機1機が捜索を実施。14時02分以降、空自千歳救難隊のUH-60J救難ヘリコプター1機が捜索を実施。海上保安庁は巡視船艇5隻、ヘリコプター3機、北海道警察はヘリコプター1機、警備艇1隻、北海道は防災ヘリコプター1機にて捜索を実施。
5月18日
海自掃海隊群第1掃海隊の掃海艇「はつしま」は補給等のため、水上捜索を実施しつつ現場海域を一時離脱。13時57分以降、空自千歳救難隊のU-125A捜索救難機1機が捜索を実施。15時53分以降、空自千歳救難隊のUH-60J救難ヘリコプター1機が捜索を実施。海上保安庁は巡視船艇8隻、ヘリコプター2機、北海道警察はヘリコプター1機、警備艇2隻、北海道庁は防災ヘリコプター1機にて捜索を実施。
5月19日
10時00分以降、空自千歳救難隊のUH-60J救難ヘリコプター1機が捜索を実施。14時30分以降、空自千歳救難隊のU-125A捜索救難機1機が捜索を実施。海上保安庁は巡視船艇8隻、北海道警察はヘリコプター1機、警備艇2隻、北海道は防災ヘリコプター1機にて捜索を実施。民間の多目的作業船「新日丸」は無人潜水機「はくよう」による調査を実施。
日本サルヴェージの作業台船「海進」による飽和潜水がこの日初めて行われた。海底での潮流の影響が懸念されたため、予定の13時より3時間ほど遅れた16時26分から開始、18時33分まで実施された。潜水士2人で船体内部を捜索したが、行方不明者は発見されなかった。
5月20日
9時36分以降、海自掃海隊群第1掃海隊の掃海艇「はつしま」が水上捜索を実施。12時55分以降、空自千歳救難隊のU-125A捜索救難機1機が捜索を実施。海上保安庁は巡視船艇7隻、航空機1機、ヘリコプター1機、北海道警察はヘリコプター1機、警備艇1隻にて捜索を実施。民間の多目的作業船「新日丸」は無人潜水機「はくよう」による調査を、多目的作業台船「海進」は飽和潜水による捜索を実施。
8時10分より飽和潜水による捜索が開始された。船内には乗客のものとみられるカメラやバッグ、傘など計10点が見つかり回収された。
5月21日
海自掃海隊群第1掃海隊の掃海艇「はつしま」は、終日水上捜索を実施。14時00分以降、空自千歳救難隊のUH-60J救難ヘリコプター1機が捜索を実施。15時54分以降、空自千歳救難隊のU-125A捜索救難機1機が捜索を実施。海上保安庁は巡視船艇7隻、航空機1機、ヘリコプター1機、北海道警察はヘリコプター1機、警備艇1隻にて捜索を実施。
5月22日
海自掃海隊群第1掃海隊の掃海艇「はつしま」は、終日水上捜索を実施。9時00分以降および15時06分以降、空自千歳救難隊のU-125A捜索救難機1機が捜索を実施。海上保安庁は巡視船艇8隻、航空機1機、ヘリコプター1機、北海道警察は警備艇2隻にて捜索を実施。
5月23日
海自掃海隊群第1掃海隊の掃海艇「はつしま」は、終日水上捜索を実施。13時57分以降、空自千歳救難隊のUH-60J救難ヘリコプター1機が捜索を実施。15時15分以降、空自千歳救難隊のU-125A捜索救難機1機が捜索を実施。海上保安庁は巡視船艇6隻、航空機1機、ヘリコプター1機、北海道警察は警備艇2隻にて捜索を実施。
5月24日
海自掃海隊群第1掃海隊の掃海艇「はつしま」は補給等のため、水上捜索を実施しつつ現場海域を一時離脱。14時27分以降、空自千歳救難隊のU-125A捜索救難機1機が捜索を実施。海上保安庁は巡視船艇6隻、ヘリコプター2機、北海道警察は警備艇2隻、ヘリコプター1機にて捜索を実施。
5月25日
10時27分以降、空自千歳救難隊のU-125A捜索救難機1機が捜索を実施。海上保安庁は巡視船艇7隻、ヘリコプター1機、北海道警察は警備艇1隻、ヘリコプター1機、北海道は防災ヘリコプター1機にて捜索を実施。
5月26日
7時50分から13時20分までの間、海自掃海隊群第1掃海隊の掃海艇「はつしま」が水上捜索を実施。以後活動終了。13時20分以降、新たに海上自衛隊第41掃海隊の掃海艇「ちちじま」が水上捜索を実施。10時53分以降および15時59分以降、空自千歳救難隊のU-125A捜索救難機1機が捜索を実施。海上保安庁は巡視船艇6隻、航空機1機、ヘリコプター2機、北海道警察は警備艇2隻、北海道庁は防災ヘリコプター1機にて捜索を実施。
5月27日
海上自衛隊第41掃海隊の掃海艇「ちちじま」が終日水上捜索を実施。海上保安庁は巡視船艇6隻、北海道警察は警備艇1隻、ヘリコプター1機にて捜索を実施。
5月28日
昼過ぎに海上保安庁の特殊救難隊員が引き揚げられた「KAZU I」船内に入り、これまで水中カメラでは確認できなかった機関室や倉庫に取り残された人がいないかどうか、改めて捜索したが、新たに手がかりとなるものは発見されなかった。これまでに船内からは携帯電話やカメラ、タブレット端末やリュックサックなどの遺留品が見つかっている。また、国土交通省は、引き揚げられた船体を6月1日の午後に、乗客の家族向けに公開すると明らかにした。
海上自衛隊第41掃海隊の掃海艇「ちちじま」が終日水上捜索を実施。海上保安庁は巡視船艇7隻、航空機1機、北海道警察は警備艇1隻にて捜索を実施。
5月29日
この日から3日間、関係機関や地元漁船、観光船などによる集中捜索が行われた。知床半島や国後島周辺の海上の他、沿岸の陸上でも捜索が行われたが、荒天のため民間船舶は参加できなかった。海上自衛隊第41掃海隊の掃海艇「ちちじま」は終日水上捜索を実施。15時54分以降、空自千歳救難隊のU-125A捜索救難機1機が捜索を実施。海上保安庁は巡視船艇10隻、航空機1機、ヘリコプター2機、北海道警察は警備艇2隻、北海道庁は防災ヘリコプター1機、漁業取締船1隻にて捜索を実施。
5月30日
海上自衛隊第41掃海隊の掃海艇「ちちじま」が終日水上捜索を実施。9時8分以降および14時58分以降、空自千歳救難隊のU-125A捜索救難機1機が捜索を実施。14時8分以降、空自千歳救難隊のUH-60J救難ヘリコプター1機が捜索を実施。海上保安庁は巡視船艇9隻、航空機1機、ヘリコプター2機、北海道は漁業取締船1隻にて捜索を実施。集中捜索の2日目、荒天のため斜里側の民間船舶は参加できなかった。
5月31日
海上自衛隊第41掃海隊の掃海艇「ちちじま」が終日水上捜索を実施。10時19分以降および15時02分以降、空自千歳救難隊のU-125A捜索救難機1機が捜索を実施。10時57分以降および15時25分以降、空自千歳救難隊のUH-60J救難ヘリコプター1機が捜索を実施。海上保安庁は巡視船艇6隻、航空機1機、北海道警察は警備艇2隻、ヘリコプター1機、北海道庁は漁業取締船1隻にて捜索を実施。集中捜索の最終日、天候が回復し漁船や観光船30隻以上も捜索に参加した。
6月1日
第一管区海上保安本部は、5月31日で関係機関への捜索要請を終了したと発表した。今後も海上保安庁を中心に捜索活動は継続するとしている。
航空自衛隊第2航空団司令は海上保安庁第一管区海上保安本部長より災害派遣撤収要請を受け、陸海空の自衛隊による捜索活動を終了。
海上保安庁は巡視船艇4隻、航空機1機、北海道警察は警備艇1隻にて捜索を実施。
6月21日
北海道警察は知床半島から根室半島にかけての海域や沿岸部などで行方不明者の集中捜索を実施した。海上捜索は警備艇2艇とヘリコプター1機で実施、約40人体制で沿岸部を歩いたり、水中に潜ったりして手がかりを捜した。第一管区海上保安本部も、海上捜索は船4隻と航空機2機で実施、羅臼町から標津町までの沿岸部47キロメートルで潜水士による捜索を行った。集中捜索は23日までの3日間行われた。
7月26日
北海道警察は26日から行方不明者の集中捜索を始めた。ロシアのサハリン南部で日本人の遺体が見つかったことを受けて捜索の範囲を広げたもので、およそ35人体制で稚内市の抜海漁港から斜里町の知床岬までの範囲を捜索した。稚内市周辺では警備艇1隻や機動隊の潜水士が海上や水中を捜索したほか、機動隊員が沿岸部を調べた。ヘリコプター1機で稚内市から斜里町までの範囲も捜索した。集中捜索は28日までの3日間行われた。
8月14日
第一管区海上保安本部は、知床半島先端付近で漁師の男性が遺骨や衣類を発見した事に関して、巡視船艇や航空機を派遣し発見場所の周辺海域で捜索を実施した。
8月18日
北海道警察は18日から3日間、半島先端部の海岸付近で行方不明者の集中捜索を実施した。警備艇1隻とヘリ1機を投入し、1日当たり約25人態勢で知床岬灯台から斜里側へ約1キロメートルの「啓吉湾」周辺を中心に行った。この周辺はクマが多く生息しているため危険性が高く、道警はこれまで陸上での捜索を実施できていなかった。今回は地元ハンター2名の協力を得て捜索を実施した。
北海道警察は18日、複数の人骨のような物を発見したと明らかにした。DNA鑑定で本件事故との関連性を調べる。大人や子供用のスニーカー、帽子、キーホルダー、鍵束なども発見した。乗船者の所持品かどうか確認する。
第一管区海上保安本部も18日、半島沿岸部で捜索活動を展開し、複数の骨のような物と黒色のバッグ1個を発見した。人骨と確認されれば、道警がDNA鑑定を行う。
8月19日
北海道警察が知床半島で実施している集中捜索2日目は、悪天候で波が高く、知床半島の東側、羅臼町相泊から知床岬までに範囲を変えて捜索した。ヘリコプターでの捜索は中止となった。
8月20日
北海道警察が知床半島で実施している集中捜索最終日は、半島先端部にあるアブラコ湾の海岸線を歩いて捜索したところ、新たに骨が1つと片方の運動靴1つが見つかった。見つかった骨については事故の行方不明者の可能性もあるとして今後DNA鑑定などを行い確認を進めることにしている。
8月21日
羅臼町の漁業者らのグループが事故のあったカシュニの滝から知床岬周辺にかけての海岸で捜索を行い、新たに靴や衣類が見つかった。
8月25日
第一管区海上保安本部は25日から2日間、半島の東側の海岸線で、知床岬から羅臼漁港にかけての範囲で潜水士による海面の集中捜索を行った。第一管区海上保安本部救難課の武山晃浩専門官は「ご家族のために捜索に全力を尽くして、少しでも手がかりを発見したい」と話した。
8月27日
斜里町と北海道警察は27日、半島西側の海岸を捜索し、複数の骨片などを見つけた。町職員や斜里署と道警北見方面本部の警察官ら約10人が、沈没地点から南西約5キロメートルの「ルシャ湾」の海岸線約2キロメートルを徒歩で捜索した。
9月17日
啓吉湾の海岸と近くにある文吉湾の海岸では骨のかけらが一つずつ見つかった。警察はDNA鑑定などを行って確認を進めることにしている。
9月21日
北海道警察と第一管区海上保安本部は21日、半島西側の海岸線で行方不明者の集中捜索を始めた。事故発生から23日で5カ月となるのに合わせ、23日まで3日間、計30人態勢で行う。
第一管区海上保安本部は21日、文吉湾付近の海中を集中捜索していた潜水士が骨のようなもの7点を発見したと発表した。行方不明者との関連を調べている。
9月22日
集中捜索の2日目、北海道警察は22日、知床岬から約1キロメートル南西の啓吉湾付近の海岸で小銭入れ、防寒靴、運動靴各1点を発見した。道警は乗客乗員が身に着けていた可能性もあるとみて調べている。
9月23日
集中捜索最終日の23日、北海道警察が15人の態勢で沈没現場に近いルシャ湾を中心に海岸線を歩いて捜索を行い、新たに骨のかけらが3つ見つかった。今後、DNA鑑定などを進め、詳しく調べることにしている。一方、海上保安本部の潜水士による捜索は、23日は天候不良のため中止となった。
10月4日
第一管区海上保安本部は4日、知床半島西側で集中捜索を実施し、骨片15個と行方不明者の名前が記載された交通系ICカードを発見したと発表した。骨片は今後、DNA型鑑定を行い、行方不明の乗客かどうか調べる。一管によると、知床半島の先端に近く、これまで遺体や骨片が見つかっている「文吉湾」と「啓吉湾」の間で骨片を発見。ICカードは啓吉湾で見つかった。
10月5日
第一管区海上保安本部は5日、荒天のため知床半島先端の沿岸部に近づけず、潜水士による海中捜索はできなかった。2日間の日程だった集中捜索は終了した。
10月9日
北海道警察斜里署は9日、知床岬周辺で地元のボランティアが骨を13個見つけたと発表した。人骨であれば、DNA型鑑定で身元を確認する。署によると、骨は9日12時半ごろ、知床岬西側にある啓吉湾沿岸の洞窟内を捜索していたボランティアが見つけた。
10月12日
第一管区海上保安本部は12日、9月21日に文吉湾付近で見つかった7点の骨片は全て動物のものと判明したと発表した。
10月15日
第一管区海上保安本部は15日から17日まで3日間の日程で、知床半島の沿岸部で捜索を行った。15、16の両日は機動救難士2人が、半島先端部の西側の文吉港と啓吉湾周辺を中心に捜索した。
10月17日
第一管区海上保安本部は17日、知床半島先端部西側の啓吉湾周辺の捜索で骨片1個を見つけた。行方不明となっている乗船者の骨の可能性があるとみて、DNA型鑑定を進める。
10月21日
第一管区海上保安本部と北海道警察は21日、行方不明者の集中捜索を約40人態勢で始めた。事故発生から23日で半年となるのに合わせ、23日までの3日間、半島の先端近くを中心に東西の沿岸部を延長約20キロにわたって捜索する。
第一管区海上保安本部と北海道警察は集中捜索初日の21日、知床半島西側で計3個の骨片を発見したと発表した。文吉港周辺で機動救難士が骨片2個、陸上捜索の警察官が1個を見つけた。観光船の乗客乗員の可能性があるとみて、DNA型鑑定を進める。
10月22日
第一管区海上保安本部と北海道警察は集中捜索2日目の22日、知床半島西側で計13個の骨片を発見したと発表した。
10月23日
第一管区海上保安本部と北海道警察による集中捜索は最終日の23日、悪天候のため中止となった。
10月27日
第一管区海上保安本部は27日、紋別漁協所属の漁船の網に衣類2点と骨片約40個がかかり、引き渡しを受けたと発表した。同日8時半ごろ、紋別港の北東約90キロメートルのオホーツク海で操業中の底引き網漁船から、網の中に衣類と骨のようなものがあると、紋別漁協を通じて紋別海上保安部に通報があった。網には、灰色の長袖ポロシャツと白色の半袖Tシャツ、骨のようなものが約40個入っていたという。北海道警察が骨のDNA型鑑定を実施し、身元の特定を進める。
11月10日
第一管区海上保安本部と北海道警察が10、11の両日に予定していた捜索は悪天候のため中止となった。半島先端部西側の文吉港から啓吉湾付近の沿岸部約600メートルを捜索する計画だった。
11月25日
第一管区海上保安本部と北海道警察は25日、知床半島先端の沿岸部で集中捜索を予定していたが、天候不良のため中止となった。
11月26日
第一管区海上保安本部と北海道警察は26日、集中捜索を行い、知床半島西側で骨片2個と、フィルム式のコンパクトカメラ1個を発見した。いずれも乗客乗員と関連がある可能性があるとみて、骨はDNA型鑑定を行う。一管本部によると、同本部の潜水士が同半島先端近くの文吉港と啓吉湾の中間地点の海中で骨片とカメラを、陸上捜索の警察官が啓吉湾で別の骨片を発見した。
12月10日
第一管区海上保安本部と北海道警察が10日、知床半島先端部西側の文吉港から啓吉湾付近の沿岸部の捜索を行った。
12月11日
第一管区海上保安本部と北海道警察が11日に知床半島先端の捜索を予定していたが、悪天候のため中止した。
2024年8月14日
被害者の慰霊のために知床岬付近に徒歩で向かった捜索ボランティア隊の隊長ら4人が14日午前11時すぎ、知床岬に近い小さな湾の波打ち際近くの砂の上に被害者のものの可能性のあるデジタルカメラを発見した。

## 運輸安全委員会による事故調査

### 国土交通省への情報提供
2022年8月10日
運輸安全委員会は、旅客船「KAZU I」浸水事故に関して、これまでの調査の過程で明らかになった事実情報について、国土交通省海事局へ情報提供を行った。
- GPSプロッターによる「KAZU I」と「KAZU III」の過去の航跡記録を分析したところ、届け出た基準経路とは異なる運航を繰り返していた。またウトロ漁港から知床岬までの海岸周辺では、満潮時に水没する「干出岩」など、従来の海図や電子参考図で詳細な情報を確認できない障害物などがあることも確認された。
- 「KAZU I」の航跡記録は、2021年6月まで搭載され、それ以降は会社に保管されていたGPSプロッターを分析した。
- 運輸安全委員会が2022年5月4日にウトロ漁港から知床岬までの61か所で携帯電話の電波の受信状況を調べたところ、KDDIとNTTドコモが共に圏外となる海域が6か所、KDDIのみが圏外となる海域が15か所あった。
- 「KAZU I」が関連する2021年5月15日、及び2021年6月11日の事故に関しても運輸安全委員会による調査が行われている。

### 船舶事故調査の経過報告
2022年12月15日
運輸安全委員会は、旅客船「KAZU I」浸水事故について、これまでの調査により、事故当日の航行経路が判明し、航行に影響を与えた海象が推算され、また、引き揚げられた船体の状態から、浸水の直接的原因及び浸水から沈没に至るメカニズムがおおむね解明されたことから、本事故調査の経過とともに、これまでに確認されている事実情報等を報告し、公表することとした。
- 知床岬で折り返した復路において、波高が1 mを超え、船首甲板に直接波が打ち付ける状態が続いた。船首甲板部ハッチは蓋が確実に閉鎖できる状態では無かったため、船体の動揺により開き、浸水が継続した。船体下部の隔壁には開口部があったため、浸水が後方に拡大し、エンジン停止、沈没に至った。
- 乗客の携帯電話の位置情報が、位置情報サービスのサーバーに記録されており、9時55分45秒から13時13分53秒までの間に記録された35地点の位置情報が確認された。
- 気象協会に解析調査を委託した結果、事故当日の航行経路上の波浪状況が推算された。
- もともと平水区域を航行区域とする船舶であったことから、船首甲板部外縁の防波壁の高さが甲板部から約10cmと比較的低く、波高が高いと船首甲板部に直接波が打ち込む状態であった。
- 本事故発生の2日前に実施された救命訓練に参加した同業他社社員の口述によれば、船首甲板部ハッチ蓋を開閉した際には、船首側の2つのクリップは確実には固定できない状態であった。
- 船首甲板部ハッチの状態は、操舵室からは死角となって視認することができなかったものと推定される。
- 船底外板には7箇所の損傷箇所があったが、いずれも破口が船体内部に通じている事実は認められなかった。また、船体引き揚げ時に船内に溜まった海水を6台のポンプを使用して排出していることからも、船底外板損傷箇所から浸水したとは考えられない。
- エンジン停止の原因は、電気系統の浸水によると考えられる。燃料系や吸排気系に浸水は無く、エンジン本体に浸水による破損はなかった。

## 事故発生までの経緯

### 事故船

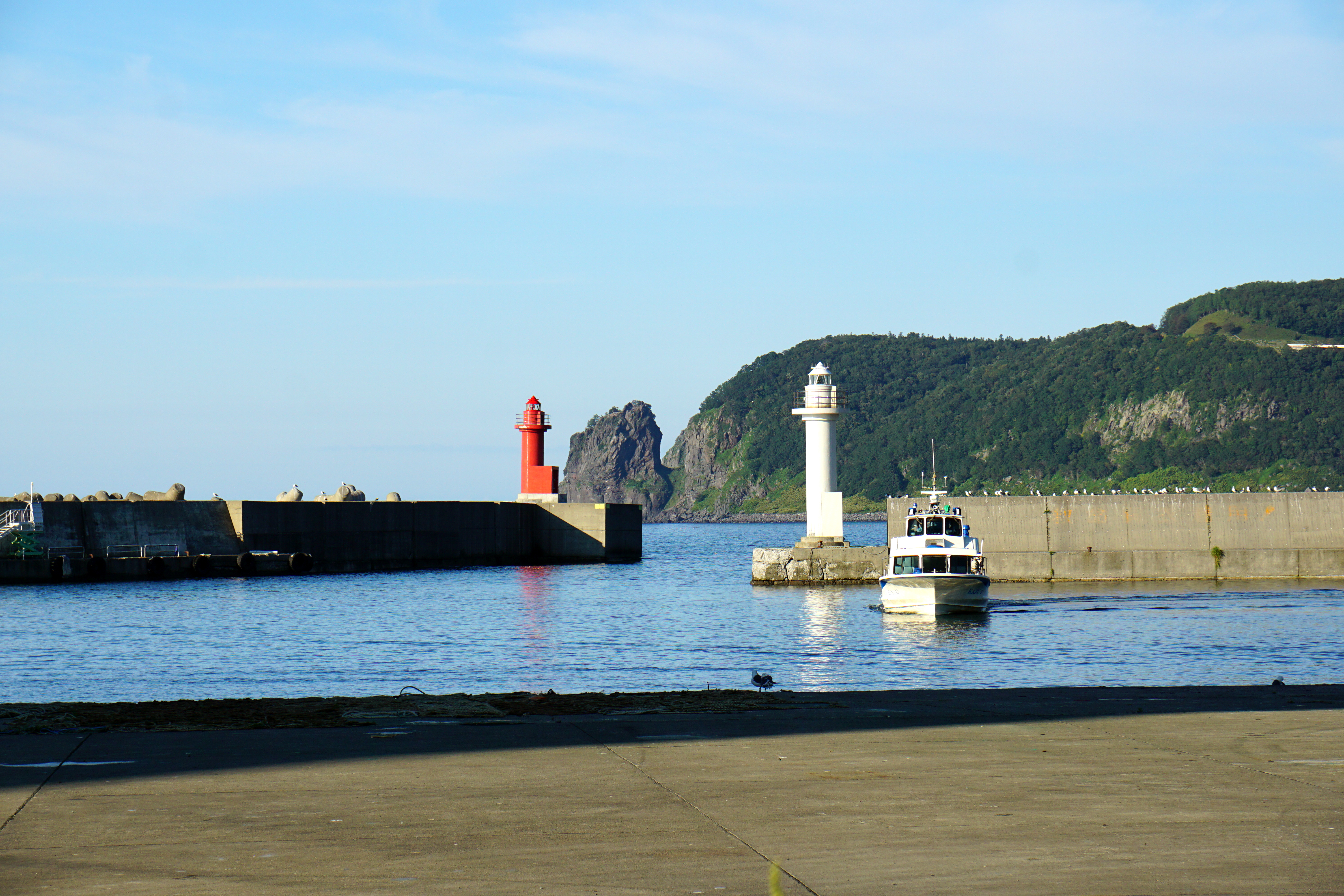
正面から見たKAZU I（2014年撮影）

事故を起こした「KAZU I」は、1985年に山口県山口市の造船所で造られたものであり、ほうらい汽船の旅客船「ひかり8号」として広島県三原市の三原港と同県生口島にある豊田郡瀬戸田町（現・尾道市）の瀬戸田港を結ぶ片道30分ほどの定期高速船で使われていた。その後数年で置き換えられ、1995年頃には岡山県の日生港と牛窓港を結ぶ航路を運営する会社に売却。岡山では「シーエンジェル1号」として運航されていたが、車で30分ほどの距離だったこともあり利用者は伸び悩み、わずか数年で航路が廃止された。2004年に大阪府の個人に所有権が移転した後、2005年に有限会社知床遊覧船が購入したと見られる。
2005年秋、約500万円で購入、岡山県から3カ月かけてウトロ漁港まで回航された。その後、エンジンを2基から1基に減らす改造を受けている。同船は2015年にバルバス・バウを取り付ける改造を受け、長さは11.86 mから12.14 m、深さは1.52 mから1.62 mにそれぞれ変更されている。2021年7月に老朽化を理由にエンジンの載せ替えを行った。
「KAZU I」の甲板下には隔壁が3つあり、前方から船倉、船倉、機関室、舵機室に分かれていた。これらの隔壁には人が通るための縦横80 cm程の開口部があり、水密構造にはなっていなかった。船舶安全法上は、航行区域が限定されている小型船舶には水密構造、完全密閉は要求されていない。2021年4月の定期検査の際に、機関室の消火設備の能力確保のため、機関室前後の隔壁の開口部を塞ぐよう指示されていた。2021年6月の特別監査および2022年4月の中間検査において、機関室前後の開口部が木の板で塞がれていることが確認されている。引き揚げ後の現場検証において、これらの隔壁はいずれも木の板が破損して開口していたことが確認された。

### 整備不良の可能性
事故前年の冬季間の運航休止に伴う陸揚げの際、船体に15 cmほどの亀裂損傷が生じていたことが確認されていたが船体の修理を実施することなく越冬したことが判明しており、船体の亀裂損傷と事故との関連が疑われた。
斉藤鉄夫国土交通大臣は4月26日の参議院国土交通委員会での答弁で、当該船舶は4月20日に船舶安全法に基づく日本小型船舶検査機構の中間検査を受検し、中間検査で問題は確認されなかったと述べた。また、事故2日前の4月21日に網走海上保安署が任意で行った安全点検では、船体に損傷がないかや、救命胴衣が適切に備え付けられているかどうかなどを確認し、特に問題はなかったとしている。
ただ一方で、位置情報を取得する機器であるGPSプロッターが当時船体に取り付けられていなかった。非搭載であっても法令違反にはならないものの、海上保安署はGPSプロッターを取り付けてもらった上で、27日に再度点検を行う予定だった。
斉藤鉄夫国土交通大臣は特別監査により、事故前の段階での船体の損傷の発生の有無や、船長や甲板員が必要な安全教育を受けていたかどうか調査する考えを述べた。

### アマチュア無線の業務使用
法人としての有限会社知床遊覧船は近海で海上通信を行うための国際VHFなど船舶無線の免許を受けておらず、出力の小さい簡易無線と船舶レーダーのみの免許であった。事故発生時に海上保安庁へ通報を行った同業者と行った通信にはアマチュア無線が用いられている。アマチュア無線は非常通信に限り目的外通信として運用できるが、アマチュア業務以外の業務無線としての運用は認められていない（電波法第五十二条目的外使用の禁止等）。
5月12日、総務省北海道総合通信局は知床遊覧船に対して聞き取り調査を行った。定点連絡などで日常的に使っていたとの証言があり、また僚船の「KAZU III」にてアマチュア無線機の設置が確認された。約20年前からアマチュア無線を使用し続けていたとの証言もあり、長年アマチュア無線機の業務使用が常態化していたとみられる。
調査の結果、総務省北海道総合通信局は知床遊覧船に対して免許取得の手続きをせずに無線局を開設していたとして、電波法違反容疑で同社と社長を網走海上保安署に告発し、同社に免許されていた簡易無線局8局についても運用を停止する行政処分をすると発表した。

### 運航会社の状況
「KAZU I」の運航会社である有限会社知床遊覧船は2001年（平成13年）3月に設立され、2016年（平成28年）5月に斜里町でホテルなどを運営する「しれとこ村」グループに買収された。
買収直後は安定した経営がなされていたが、帝国データバンクによると、2016年10月期の売上高は6,200万円だったのに対して、コロナ禍の2020年、2021年は4,000万円に減少。「しれとこ村」自体の売上高も2019年9月期の3億2,000万円から2020、2021年には2億2,000円前後に落ち込み、グループ全体の立て直しを迫られていた。
2021年（令和3年）3月までにベテランのスタッフ5人が全員退職した。会社側の人員整理方針と意見が合わなかったためとされる。代わりに3人の船長が新しく雇用された。しかしそれ以降、同社の船が岸に近づきすぎたり、定置網の近くを通ったりする様子が目撃され、操船技術が未熟であることを指摘されていた。

### 2021年の事故
2021年（令和3年）4月21日、「KAZU I」は日本小型船舶検査機構による定期検査で、甲板に設置された椅子の固定が不十分なため撤去を指示され、検査不合格となった。同年5月15日、「KAZU I」は乗客19名を乗せてウトロ漁港を出航したが、検査合格前のため、船舶安全法施行規則で運航時の携帯が義務づけられている船舶検査証書を再交付されておらず、証書不携帯の違法運航だった。カムイワッカの滝の北東で海上に浮遊していたロープに接触。衝撃で甲板の椅子がずれ、座っていた乗客3名が打撲などの軽傷を負った。事故後も予定通り知床岬までの運航を続けており、帰港後も海上保安庁への報告を怠っていた。事故の発生は社外の人物からの通報で発覚した。
同年6月11日10時ごろ、ウトロ漁港を出港した直後の「KAZU I」が漁港近くの浅瀬に乗り上げた。船は自力で離礁してウトロ漁港に戻り、乗員2名、乗客20名にけがはなかった。網走海上保安署所属の巡視船「ゆうばり」が出動して事故の状況を確認した。
北海道運輸局が作成した報告書では、事故の発生時に適切な見張りを確保しておらず、船員法に違反したと指摘していた。
北海道運輸局が同年6月に実施した特別監査では、事故原因について「GPS（全地球測位システム）への航路の入力ミス」などと指摘していた。
第一管区海上保安本部はこの事故を巡り、「KAZU I」の船長を翌2022年（令和4年）1月に業務上過失往来危険容疑で書類送検した。なお、船長の責任の下で実際に操船していたのは別のスタッフだった。その後、船長は容疑者死亡で不起訴処分となった。船員1人も海上運送法違反と業務上過失往来危険の罪で略式起訴されているが、網走簡易裁判所は略式命令の有無を明らかにしていない。
2022年（令和4年）8月10日、運輸安全委員会が公開した資料の中で、2021年（令和3年）の2件の事故も調査の対象となっていることが示された。2023年（令和5年）12月21日、運輸安全委員会は2件の事故についての、事故調査報告書を公表。いずれの船長も知床遊覧船に入社したのは2021年4月で、現場での経験が浅かったとし、海域の状況の詳細を把握していなかったことなどを要因の一つと位置付けた。
2024年（令和6年）2月15日、2021年（令和3年）6月の座礁事故の際に航路を逸脱したとして、海上運送法違反の疑いで知床遊覧船を書類送検していたことが海上保安庁などへの取材で分かった。海保が併せて、船員に雇用契約書を交付しなかったとして船員法違反の疑いで社長を書類送検したことも判明した。網走簡易裁判所は2024年（令和6年）2月20日付で同社に罰金40万円、社長に罰金10万円の略式命令を出した。

### 2021年の特別監査
2021年（令和3年）6月24 - 25日、北海道運輸局は知床遊覧船に対し、5月と6月の2件の事故に関して特別監査を実施した。翌2022年（令和４年）5月13日、国土交通省は2021年6月に実施した特別監査に関する資料を開示した。
開示された資料は
- 船員法違反事件報告書

北海道運輸局が作成した2021年（令和3年）6月の事故に関する報告書では、事故の発生時に適切な見張りを確保しておらず、船員法に違反したと指摘している。
- 是正報告書

これに対し「知床遊覧船」が是正報告書を提出し「船長と甲板員の2人で目視による確実な見張りを行い、暗礁などの近くを航行する際は甲板員が船首に立って見張りをする」などとしている。
- 輸送の安全確保に関する指導

2度にわたる事故を起こしたことを受け、北海道運輸局があわせて10項目の、安全確保と再発防止の対策を講じるよう指導した。
この中では、すべての従業員に対して「安全管理規程」についての教育を行い、安全確保を最優先する意識の定着を図ることや、航行中に陸上にいる運航管理者へ定時連絡を行うこと、運航管理者などは常に連絡を取れる状態を維持し、事故の発生時には必要な措置を講じられる体制を確立すること、運航の可否判断などの内容を運航記録簿に記すことなどを指導している。
- 改善報告書

北海道運輸局の運航労務管理官が電話でやりとりして改善報告書を書くよう指導していたが、小さな会社でどうしても書けないと言われたので、聞き取った内容をひな型にしてメールで送信した。知床遊覧船はほぼそのままの内容で返信、7月30日付で受理された。受理をもって改善されたと見なされ、通常運航を再開した。
- 指導を受けた全体会議

運輸局からの指導を受け、会社の事務所で全体会議を開き、全社員が安全管理規程を改めて読み直し理解に努めたほか、運航管理者の社長が不在でも、営業所に運航管理補助者を配置して船長と連絡体制を取ることを確認したとしている。
- 運航記録簿

連日の記録がいずれも、風速は「0.5メートル」波の高さは「0.5メートル」視界は「5000メートル」と、ほとんど同じ数字が記されていた。
- 船内注意喚起アナウンス

会社が作成した、観光船の運航の際に船内で放送するアナウンスは、断崖の近くを通るときは、船体が大きく横揺れするので手すりにつかまることや、乗船中は必ず救命胴衣を着用すること、高い波やうねりがある時は必ず着席することなどを乗客に呼びかける内容となっている。
- 抜き打ち検査の報告書

2021年（令和3年）10月13日、北海道運輸局職員が事前の連絡無く「KAZU I」及び事務所を訪問し、改善内容について確認した。
担当者である社長が不在のため、「KAZU I」の船長に聞き取りを行ったが、記録簿の関係は一部が確認できなかった。
船長が「安全管理規程や各法令の順守の重要さを再認識した」という趣旨の話をした事や、社長が電話で「安全あっての商売」とか「安全運航に努める」と話した事などから「以前よりも安全と法令順守意識が向上したことを確認出来た」としている。
- 運航管理者選任届出書

2021年（令和3年）3月に社長が「運航管理者」となった際の北海道運輸局への届け出では、社長が「船舶の運航の管理に関して3年以上の実務経験を有する」としていた。具体的な実務経験として、2016年（平成28年）10月から4年5か月にわたって、船舶の運航管理補助を行っていたとしている。
- 事業計画変更

### 有限会社知床遊覧船に関する主な経緯
- 2001年（平成13年）
  - 3月：会社設立[4]（有限会社知床釣遊覧船として[5]）。
  - 7月6日：有限会社知床釣遊覧船に対する旅客不定期航路事業の許可[5]。
- 2005年（平成17年）12月15日：知床遊覧船へ社名変更（届出）[5]。
- 2017年（平成29年）4月7日：代表者の変更報告（「しれとこ村」グループによる買収）[5]。
- 2020年（令和2年）7月4日：斜里町ウトロ漁港内にて、知床遊覧船が運航する観光旅客船「KAZU III」と、観光旅客船「カムイワッカ55」が衝突[5]。
- 2021年（令和3年）
  - 5月15日：「KAZU I」の船首が漂流しているロープの塊に接触し、乗客3名が軽傷[5]。
  - 6月11日：「KAZU I」が浅瀬に乗り上げたが、負傷者等はなく、自力航行により帰港[5]。
  - 6月24日 - 25日：北海道運輸局が海上運送法及び船員法に基づき、知床遊覧船に対する特別監査を実施、見張り不十分について指導[5]。
  - 7月9日：同社より北海道運輸局に見張り強化に関する報告[5]。
  - 7 - 8月：「KAZU I」について、6月の事故による損傷個所の修理後、日本小型船舶検査機構（JCI）による臨時検査を受検[5]。
  - 7月20日：安全管理規程の遵守等、輸送の安全確保に関する指導[5]。
  - 7月30日：知床遊覧船が北海道運輸局へ改善報告[5]。
  - 10月13日：北海道運輸局職員が事前の連絡無く本船及び事務所を訪問し、改善内容について確認[5]。
- 2022年（令和4年）
  - 4月20日：「KAZU I」について、JCIによる中間検査を受検、通信設備を船舶衛星電話から携帯電話に変更[5]。
  - 4月23日：「KAZU I」海難事故発生[5]。

## 事故の影響

### 事故後の有限会社知床遊覧船
4月24日
24日未明、社長は現地対策本部がある斜里町役場のウトロ支所で、数人の家族に謝罪した。
4月25日
社長は、この日3回行われた乗客家族向け説明会の、午前9時から行われた初回にのみ参加した。
4月27日
事故後初めての記者会見を開き、社長が事故の経緯や事故原因について説明した。
- 当日の朝8時ごろ、事務所以外の海沿いのある建物に「KAZU I」の船長を呼んで、直接会って運航の打ち合わせを行った。「午後の天気が荒れる可能性があるが出航は可能」との報告を受け、荒れた場合は引き返す「条件付き運航」とすることを申し合わせた。
- 強風注意報と波浪注意報が出たのは知っていたが、ウトロ周辺は午前中はしけてもいないし視界も悪くなく風もなかった。
- 会社の収益は常に考えているが、そのために無理に出航させた事はない。
- 「よそは船を出してるのに何故うちは船を出さないのか？」という発言をした記憶はない。
- 引き返すかどうかは船長の判断。戻りづらい雰囲気はないと思う。船長が「帰る」と言ったら「了解です」と言っていた。
- 「条件付き運航」の引き返す条件や欠航の条件は、あいまいな表現なので安全管理規程には数字は出ていない。
- 「安全統括管理者」が社長本人で、「運航管理者」が船長である。
- 船は13時に戻る予定だったが、13時13分に遅れるという連絡までに、時間は不確定だが、何度か遅れるという連絡はあった。
- 事故発生当時、社長は事務所にはおらず、家族を迎えに北見市の病院に行っていた。事務所に戻ったのは16時前。
- 事故を知りすぐに漁業関係者に連絡を取り協力を仰いだが、「波がだんだん高くなってきて風が出てきた、助けには行けない。海上保安庁に任せる」と言われた。
- 4月21日には整備のため取り外されていたGPSプロッターは、事故当日はつけていた。
- 衛星電話が調子が悪いというのは去年から聞いていたが、それが使えなくなっているという認識はなかった。
- 事務所のアンテナの破損を知ったのは事故当日の朝であり、発見後すぐに業者に修理を依頼した。
- 当社の無線の故障は、携帯電話や隣接する他の運航会社の無線でのやり取りも可能であるため、出航を停止する判断はしなかった。
- 2021年（令和3年）5月、6月の事故の船体の破損は、造船会社に頼んで全体的に直した。
- 4月22日に、事故当日と同じコースを「KAZU I」で安全確認運航を行った。
- ベテランのスタッフが全員いなくなったのは解雇したのではない。4月から11月までの季節雇用で、2021年の4月からは人員整理方針に意見が合わず雇わなかった。

5月3日
社長は「事故の責任をとる」として自ら務めていた知床小型観光船協議会会長を辞任した。
5月7日
社長が乗客家族への補償に関する説明会を初めて開いた。弁護士2人が、同社が加入していたのは1人上限1億円の「船客傷害賠償責任保険」だったと明らかにし、現地で帰りを待つ家族の滞在費や、亡くなった場合の葬儀費への対応についても説明した。
5月26日
国土交通省によると、事故を受けて実施した特別監査で、「KAZU I」の船底に損傷があったとする複数の関係者証言があった。同省が社長に確認したところ、「船底に損傷があったとの報告は聞いていない。傷があるなら社員から報告があるはずだ」などと話し、傷の存在を否定した。
6月6日
6日午後、事務所から荷物が運び出され看板も撤去された。
6月13日
社長の代理人弁護士が北海道運輸局に事業許可取り消しに対する陳述書を提出し、「事故の責任を知床遊覧船のみにあるとするのはおかしい。事故の責任は監督官庁の国にもある」「処分は国への批判を回避するための見せしめ的なもの」「安全管理規程違反は事業許可取り消しの理由にならない」と主張した。
6月16日
北海道運輸局は海上運送法に基づき、知床遊覧船の船舶事業許可を取り消した。
6月17日
社長がコメントを発表。その中で乗客の家族らに謝罪したうえで、「（処分の）結果を受け入れる所存であり、審査請求や取り消し訴訟の手続きをとる予定はない」とした。
10月21日
社長は21日、『北海道新聞』の質問に答え、4月27日の記者会見を最後に公の場での発言を控えてきたことについて「まだ事故の原因が分かっていない。何も分かっていない状態で話すと（関係者に）迷惑がかかる」と説明した。乗客家族には弁護士を通じて対応しているとし、「謝りに来てほしいという家族もいるが、顔を見たくないという家族もいる。一組にだけ会うのはまずい」とし、個別の面会は控えていると説明した。

### 2022年の特別監査
2022年（令和4年）5月23日、国土交通省は、有限会社知床遊覧船に対し同年4月24日 - 5月23日に実施した特別監査の結果を公表した。
安全管理体制の欠如
- 運航管理者等の職務及び勤務体制

- 安全統括管理者と運航管理者を兼任する社長は、両ポストに求められる職務を理解せず、その遂行を怠っていた。
- 「KAZUⅠ」が運航している間、営業所への常駐義務を果たさず、運航管理補助者も不在で、業務を引き継ぐべき運航管理者代行を置くことも怠った。
- 前回監査においても、運航管理者等について必要な勤務の体制を確立すべきことが指導されているにもかかわらず、今回の事故が発生したことから、会社の安全管理体制は欠如していたと言える。

- 運航管理者の資質

- 社長を運航管理者に選任する届出において、実際には運航管理の実務の経験がほとんどなかったにもかかわらず「船舶の運航の管理に関し3年以上の実務の経験を有する者」に該当する旨の虚偽の届出を行っていた。

- 安全教育

- 甲板員及び事務員に対して、法令や安全管理規程をはじめとする輸送の安全の確保に係る安全教育が実施されていなかった。
- 前回監査においても、全社員に対して安全管理規程に係る安全教育を定期的に行うことが指導されているにもかかわらず、運航に関わる業務を行う職員の経験・教育の不足が再度露呈し、会社の運航管理が適切に行われていなかった。

発航基準に対する違反
- 発航以前の時点で運航基準に基づく発航を中止すべき条件に達するおそれがあったことが明らかであるにもかかわらず、本船船長は発航を中止しなかった。
- 社長は、本船船長に対して、運航中に気象・海象が悪化した場合はその時点で引き返す「条件付き運航」として発航を認め、安全管理規程が運航管理者に求める発航中止の指示を行わなかった。
- 本件事故当日、運航管理者及び本船船長は、運航可否判断等の結果を記録していなかった。
- 前回監査においても、運航可否判断等の結果の記録を指導しているにもかかわらず、運航管理者及び本船船長はその記録を怠り、安全な航行を担保するための発航基準を遵守していなかったことから、事故当日に本船の発航を止められず、両者に求められる職務を全く果たしていなかった。

通信体制の不備
- 会社の届け出た運航基準においては、連絡方法として衛星携帯電話、業務用無線設備、携帯電話が設定されていたが、以下の問題が確認された。

- 衛星携帯電話

昨シーズン末頃から故障して使用できない状態であり、船内に備え置かれず、グループ会社の事務所に故障した状態で保管されていた。
- 業務用無線設備

会社は、安全管理規程において「業務用無線設備」を連絡方法の一つとして定めていたが、会社の無線設備は業務上の使用が認められたものではなく、前回監査においてもその旨指摘されていたにもかかわらず、業務用無線設備を配置しなかった。
なお、会社の無線設備は、営業所のアンテナが破損しており、事故当日は使用できない状況であった。
- 携帯電話

本船の船舶安全法に基づく無線設備は、2022年4月20日の日本小型船舶検査機構（JCI）の中間検査において、航路全域で通じるとの船長の申告により、衛星携帯電話からKDDIの携帯電話に変更されているが、KDDIの携帯電話では、実際には通信できなかったと推測される。
なお、社長は、本船船長よりKDDIの携帯電話も航路全域で通じるようになったとの説明を受けていたことから、それ以上の確認を行っていなかったとしている。
また、本船船長には、航路全域で通話可能とされるNTTドコモの業務用携帯電話も配布されていたが、本船船長は当該携帯電話を事故当日携行しなかったことが確認された。
- このように、運航基準で定めた連絡方法に不備があるにもかかわらず、運航管理者である社長は本船の発航を認めた。
- 前回監査においても、運航管理者が常時連絡できる体制を維持することを指導しているにもかかわらず、船舶と陸側の連絡方法の確保の重要性を認識せず、運航管理者として必要な職務を適切に遂行していなかった。

定点連絡の不履行
- 事故当日は本船船長から運航管理者への定点連絡が全く行われず、社長は、運航管理者代行や運航管理補助者を置かないまま事務所を不在にして、本船の動静の把握を怠った。
- 前回監査においても、運航管理者への定点連絡を確実に実施することが指導されているにもかかわらず、本船船長、運航管理者ともに安全管理規程において両者に求められる職務を果たしていなかった。

船体の状況及び本船船長の資質
- 本船の船底に損傷があったとの見解が複数の関係者から得られたが、本船が沈没しているため、確認することができなかった。今後、本船の引揚げ等により更なる情報が得られる可能性がある。
- 本船船長の知見・経験や操船能力といった資質について、当該海域での経験の少なさを懸念していたという見解が複数の関係者から得られたが、本船船長が行方不明となっているため、それ以上確認することができなかった。

### 行政の動き
4月23日
- 13時13分、第一管区海上保安本部は、事故発生の通報をうけ「知床沖観光船中規模海難対策本部」を設置した[258]。
- 17時12分、斜里町役場はウトロ支所に斜里町災害対策本部を設置[43]。
- 18時30分、斜里地区消防組合消防本部がウトロ漁業協同組合に消防指揮本部を設置。救急隊2隊、指揮隊1隊、支援隊1隊が出動[43]。
- 20時、北海道は本庁に災害対策連絡本部を設置。オホーツク振興局と東京事務所にはそれぞれ地方連絡本部を設置した[259]。
- 21時、北海道はオホーツク総合振興局から斜里町ウトロ地区の現地合同対策本部にリエゾンを派遣した[89]。
- 熊本市で行われた「アジア・太平洋水サミット」に参加していた岸田文雄内閣総理大臣は事故発生の報を受け、人命救助を最優先にあらゆる手段を尽くして救助に取り組むよう指示し、同サミットに同席していた斉藤鉄夫国土交通大臣を帰京させて対応に当たらせる一方、この日予定していた熊本での宿泊を取り止め、当初の予定を切り上げて自衛隊機で帰京した。首相官邸で本件に関する報告を受けた後、24日未明に記者団の取材に対応し、斉藤大臣を現地へ派遣することを明らかにした[260][261][262][263]。

4月24日
- 国土交通省は事故を受けて斜里町に現地対策本部を開設[264]。海上運送法に基づき、知床遊覧船に対する特別監査を実施した[265]。
- 運輸安全委員会は原因究明のため、船舶事故調査官3名を現地に派遣した[265]。
- 斉藤鉄夫国土交通大臣は現地対策本部を訪れ今後の対応を指示、被害者家族と面会した[266]。
- 国土交通省は、乗客の家族のための相談窓口を開設し、24時間体制で相談や要望に対応した[267]。
- 国土交通省、海上保安庁、斜里町役場は現地対策本部において、最新の捜索救助の状況等を知らせるため、乗客家族への説明会を毎日3回開催する事とした[267][268]。
- 第一管区海上保安本部は船の乗組員2名の氏名を明らかにした[269]。
- 第一管区海上保安本部は24日、北海道斜里町ウトロ漁港で昨年6月に起きた座礁事故を巡り、「KAZU I」の船長を2022年1月に業務上過失往来危険容疑で書類送検していた事を明らかにした。刑事処分は出ていない[240]。

4月25日
- 国土交通省は全国の旅客船運航事業者を対象に緊急安全点検を開始した[270]。
- 国土交通省は渡辺国土交通副大臣を現地対策本部へ派遣し、陣頭指揮を執らせた[267]。
- 斜里町は25日朝、遺体が安置されている町内の運動施設の入り口前に、献花台を設置した[271]。
- 磯崎仁彦官房副長官は25日の記者会見で、捜索・救助に当たった海上保安庁、航空自衛隊の連携は機能していたとの認識を示した。「初動に問題はなかったか」との問いに対し、「まずは海保が捜索し、調整を踏まえた上で自衛隊の派遣を要請した。しっかり連携が取れた中で行動していた」と説明した[272]。

4月26日
- 岸田総理大臣は国土交通省に対し、法的規制も含めた安全対策のあり方について検証あるいは検討を行う検討会を立ち上げ、徹底的な安全対策を講じていくよう指示した[273]。

4月27日
- 斜里町の馬場隆町長は、知床遊覧船社長の記者会見に先立ち、報道関係者に向けて異例のお願いを行った。「一番辛いのは亡くなった方のご家族の方ですので、その気持ちに寄り添った取材の仕方をどうぞお考えいただきたいと思います」などと述べた[274]。

4月28日
- 国土交通省は、小型船舶を使用する旅客輸送における安全対策を総合的に検討するため、海事法制、舶用工学、船員養成等の有識者から構成される「知床遊覧船事故対策検討委員会」を設置した[275]。
- 北海道の鈴木直道知事は斜里町を訪問、乗客の遺体が安置されている体育館で献花し、知床遊覧船の社長や被害者家族と面会、現地合同対策本部を訪れ、中山展宏国土交通副大臣に対し早急な原因究明や再発防止のため事業者や関連業界の指導などを求める緊急の要望書を手渡した[276][277]。

4月30日
- 海上保安庁は、深い場所への潜水が可能な「飽和潜水」による捜索活動の契約を、専門業者の「日本サルヴェージ」と締結。費用は8億7700万円[278]。

5月2日
- 第一管区海上保安本部は業務上過失致死の疑いで知床遊覧船の事務所、社長の自宅、社長が経営する宿泊施設などを家宅捜索した。翌3日には社用車、僚船の「KAZU III」なども捜索した[279][280]。

5月8日
- 松野官房長官は8日、「KAZU I」が事故3日前に受けた船舶検査について、「検査の実効性向上について事故対策委員会でしっかりとした検討が行われると承知している」とし、国のチェック体制を見直す考えを強調した。「事故前に船舶検査が行われていたにもかかわらず、事故が発生した。政府として悲惨な事故を二度と起こさないよう取り組みを進めたい」と述べた[281]。

5月9日
- 立憲民主党の泉健太代表は9日の党会合で、知床半島沖の観光船沈没事故を巡り、国土交通省の情報開示が不十分だと批判した。運航会社に対する過去の行政指導について説明を求めても、特別監査中だとの理由で拒否されたとして「隠蔽と言われても仕方がない」と訴えた[282]。

5月10日
- 国土交通省は本事故の発生を踏まえ、以下の緊急安全対策を発表した[283]。

1. 気象・海象情報の確実な把握と適正な判断など安全管理規定に定められた運航基準の順守を指導。
2. 携帯電話を通信設備とする全事業者について、航路全域が通話可能であるかを確認し、通話可能であることが確認できない場合は、常時通信可能な通信設備へ速やかに変更するよう事業者に要請。

5月11日
- 総務省北海道総合通信局は斜里町で観光船事業者から無線の運用実態に関する聞き取り調査を行った[284]。12日午後には知床遊覧船に対して聞き取り調査を行い、事務所と僚船の「KAZU III」にてアマチュア無線機の設置が確認された[285]。

5月12日
- 国土交通省は、乗客らの家族が住む最寄りの各地方運輸局に、家族の対応に当たる職員を専任で配置すると明らかにした[286]。

5月13日
- 岸田文雄総理大臣は13日の衆院内閣委員会で、運航会社が2021年の事故を受けて提出した改善報告書を、同日中に開示する予定だと明らかにした[287]。
- 国土交通省は、運航会社が2021年に別の事故を起こした際に行った特別監査に関する資料を立憲民主党に開示した。立憲民主党は、会社側の改善の取り組みがずさんだったうえ、国土交通省のチェックも不十分だったと指摘した[214]。

5月17日
- 北海道運輸局は斜里町ウトロ地区において知床遊覧船以外の観光船事業者に緊急安全点検を実施。小型旅客船の3事業者に計12点の不備が見つかった[288]。

5月18日
- ロシアの国境警備局が国後島の西側海域で回収したリュックサックが、18日午後、サハリンにある日本総領事館に引き渡された[289]。
- 斉藤鉄夫国土交通大臣は18日に開かれた衆院国土交通委員会で、「監査や抜き打ち検査をしてもなお今回の事故を防げなかったことを、重く受け止めている。どこが足りなかったのか真摯に検討し、再発防止に全力を挙げなくてはならない」と述べた[290]。
- 海上保安庁の奥島高弘長官は18日の記者会見で、現場海域は救助チームが到達するのに時間がかかるエリアだったことなどを踏まえ、要員の配置を見直すなど救助体制を強化する考えを示した。具体的には、2機体制の基地へのヘリコプターの追加配備や、機動救難士の増員や、配置の見直しなどを検討していくとしている[11]。

5月20日
- 斉藤鉄夫国土交通大臣は20日開かれた対策本部会議で、「行方不明者の捜索、事故原因の究明と徹底的な責任追及、再発防止策の検討を目的に船体の引き揚げを開始してください」と指示した[291]。
- 国土交通省は、「KAZU I」の船体を引き揚げ可能と判断し、船内捜索を依頼した専門業者と1億4000万円で追加契約を締結した。船内捜索と引き揚げ費用は国が負担し運航会社に請求しない。原因究明や再発防止など行政目的であり、法律上は運航会社に引き揚げ義務がないため、請求は難しいと判断した[291]。

5月23日
- 海上保安庁は全国の管区に対し、重大な海難事故発生の恐れがある時は、詳細な状況把握を待たずに自衛隊に協力を要請するよう各地の海上保安本部などに指示した[292][293]。

5月24日
- 国土交通省は有限会社知床遊覧船に対する特別監査の結果を公表した[16]。
- 斜里町は漁港利用者に対し、知床半島先端にある避難港「文吉湾」を緊急時の避難先として把握するよう文書で通知した[294]。
- 知床遊覧船が昨年の事故後に北海道運輸局に提出した改善報告書は、同運輸局の運航労務監理官が改善状況を聞き取るなどした上で、文案を作成していたことが分かった[295]。

5月26日
- 北海道運輸局は、斜里町ウトロ地区において小型旅客船の3事業者に対する通常監査を開始した[296]。

5月27日
- 岸田文雄総理大臣は27日の衆院予算委員会で、運航会社「知床遊覧船」のずさんな安全管理を見抜けなかったことについて「国土交通省として責任を十分果たすことができなかった。責任を感じるからこそ、二度とこうした事故は起こしてはならないという思いで事態を改善していくよう（国交省に）指示した」と述べ、国の責任を認めた[297]。

5月28日
- 第一管区海上保安本部は海底から引き揚げた船体を網走港で押収し、業務上過失致死容疑で現場検証を実施した[298]。

5月31日
- 金子恭之総務大臣は31日の参議院予算委員会で、知床地域で「携帯電話の通信エリア拡大に向けてしっかり進める」と述べた[299]。

6月1日
- 第一管区海上保安本部は、5月31日で関係機関への捜索要請を終了したと発表した。今後も海上保安庁を中心に捜索活動は継続するとしている[167]。
- 第一管区海上保安本部は1日午後、陸揚げされた「KAZU I」の船体を、献花と見学を希望する乗客家族に公開した[300]。

6月3日
- 国土交通省は、これまで原則非公表だった船舶の行政指導について、事業者名などの公表や行政処分の公開期間を2年から5年に延長するなどの方針を明らかにした[301]。
- 山口壯環境大臣は3日の閣議後の記者会見で、観光船沈没事故が起きた北海道・知床地域について、携帯電話の通信環境を改善していく方針を示した[302]。
- 北海道運輸局は、斜里町ウトロ地区の小型旅客船3事業者に対する通常監査で、新たに計12件の指摘事項があったと発表した[303]。

6月4日
- 国土交通省は、斜里町役場ウトロ支所に設置されていた現地対策本部を網走市内に移転した[304]。

6月6日
- 斜里町は、町内の運動施設に設置されていた献花台を、斜里町役場正面玄関に移設した[305]。

6月8日
- 北海道運輸局は、通常監査で不備が確認された斜里町ウトロ地区の小型旅客船事業者3社のうち、2社が是正作業を完了したと発表した[306]。

6月9日
- 海上保安庁は、「KAZU I」からの無線を受けた別の観光船運航会社で実況見分を行い、無線を傍受した関係者に無線の内容ややりとり、海保に通報した時の状況を確認した[307]。
- 第一管区海上保安本部は、北方領土・国後島西岸で見つかった男女2遺体の可能性がある行方不明者の遺伝子データを、外交ルートを通じてロシア側に提供した[308]。

6月14日
- 北海道運輸局は知床遊覧船への事業許可取り消し処分について、同社の主張を聞く聴聞を札幌市内で行った。同社側は聴聞に出席せず、13日に運輸局に陳述書を提出し、「事故の責任を知床遊覧船のみにあるとするのはおかしい。事故の責任は監督官庁の国にもある」と主張した[253]。

6月15日
- 海上保安庁の奥島長官は15日の記者会見で、知床半島を含むオホーツク沿岸の海域に、今夏の観光シーズンに合わせヘリコプター搭載型巡視船を配備する方針を明らかにした[309][310]。

6月16日
- 北海道運輸局は知床遊覧船に対し、「安全管理体制の改善意識が見られず、このまま事業を継続させると再び重大な事故を起こす蓋然性が高い」として、海上運送法に基づき船舶事業許可を取り消した。事業許可の取り消しは行政処分としては最も重いものとなる[311][16]。国土交通省は異例の措置として、同社に取り消し通知書と合わせて北海道運輸局長名の文書も郵送し、事実を重く受け止めて乗客家族に対する損害賠償について真摯に対応するよう求めた[312][313]。

6月21日
- 総務省は知床遊覧船に対して免許取得の手続きをせずに無線局を開設していたとして、電波法違反容疑で北海道総合通信局が同社と社長を網走海上保安署に告発し、同社が免許を受けている簡易無線局8局については運用を停止する行政処分を行うと発表した[230]。

6月23日
- 斜里町は、行方不明者の捜索活動や事故の再発防止に向けた安全対策、慰霊事業などに充てるため、新たに基金を設置することを決め、その条例案を町議会に提案し可決された。ふるさと納税を通じて集まった寄付を財源に充てる[314]。
- 網走海上保安署は、電波法違反の疑いで知床遊覧船が所有するもう1隻の観光船「KAZU III」を捜索した[315]。
- 第一管区海上保安本部は、北方領土・国後島で見つかった男女2人の遺体について、乗船者のDNA型と一致したと、23日夕刻にロシア側から連絡があったことを明らかにした。今後、遺体の引き渡しの時期や方法について調整を進め、引き渡しが行われたあと、日本側でもDNA鑑定を行い、身元の特定を進める[316]。

6月25日
- 国土交通省は、有識者による事故対策検討委員会での検討内容について、乗客家族向けの説明会を行った[317]。

6月30日
- 国土交通省は、知床遊覧船事故対策検討委員会での検討結果を踏まえ、小型旅客船の事業者が提供する情報の内容・提供方法等をまとめた「小型旅客船事業者の安全情報の提供に係る指針」を策定した[318]。

7月2日
- 海上保安庁は現場海域を担当する網走海上保安署の巡視船について、2023年度までにより高速でヘリの離着陸が可能な甲板を備えた1000トン以上の大型巡視船に更新することを決めた。現在配備されている中型巡視船「ゆうばり」は耐用年数を10年以上経過しており、更新時期を迎えていた。「ゆうばり」は事故が起きた4月23日、強風の影響で「二次災害の恐れもあった」ため、出動が遅れたとみられている[319][293]。

7月4日
- 第一管区海上保安本部は、ロシア・サハリン州南部で見つかった男性遺体の可能性がある行方不明者の遺伝子データを、外交ルートを通じてロシア側に提供した[320]。

7月12日
- 公益社団法人日本水難救済会は、「KAZU I」沈没事故で海上保安庁とともに捜索活動に当たった、民間の救難ボランティアを支援する「青い羽根」募金が約100万円集まったと明らかにした。斉藤鉄夫国土交通大臣は同日の閣議後記者会見で、「地元の救難ボランティアには長期間にわたりご尽力いただいた」と述べた。募金をアピールするため、全閣僚が「青い羽根」を18日まで身に着ける[321]。

7月14日
- 事故検討委員会の中間報告を受けて斉藤国土交通大臣は、「中間取りまとめに掲げられた各種の対策については、実施可能なものから速やかに実行に移すなど小型旅客船の安全安心対策に万全を期していく」と述べた[322]。

7月15日
- 国土交通省は、全国790の旅客船事業者に対し4月25日から5月31日までに行った「緊急安全点検」の結果、162事業者において不備を確認し、直ちに是正を指示した[323]。

7月20日
- 運輸安全委員会の船舶事故調査官が20日、「KAZU I」が保管されている網走市に入り、船体の調査を始めた[324]。
- 遺体の引き渡しを巡り、日露両政府の調整が難航している。ロシア側が遺体の搬送方法などで難色を示しているのが原因とみられ、引き渡しの時期は見通しが立っていない[325]。
- 松野博一官房長官は20日の記者会見で、ロシア側が発見した乗船者の遺体引き渡しについて「人道的観点から一日も早く実現できるよう調整を進める」と述べた[326]。

7月21日
- 斜里町の馬場隆町長は事故の悲劇や教訓を風化させないため、亡くなった人たちを追悼し、安全を願う慰霊碑を町内に建てる考えを明らかにした[327]。
- 鈴木直道北海道知事は7月23日で事故の発生から3カ月となることに関し、「行方不明者全員の早期発見を強く願う」と述べた。ロシア側が発見した3人の遺体について「一日も早く引き渡しを実現してほしい」と政府に求めた[328]。

7月22日
- 第一管区海上保安本部によると、これまでの捜索には海上保安庁や自衛隊、警察などから船艇が延べおよそ790隻、航空機が延べおよそ300機参加した。このうち海上保安庁は22日までで船艇延べ495隻、航空機延べ182機が捜索を実施した。まだ発見に至っていない不明者もいることから、海上保安庁はヘリコプターや巡視船などによる捜索を今後も継続する[329][330]。

7月25日
- 木原誠二官房副長官は26日の記者会見で、北方領土・国後島で見つかった男女2人の遺体について、ロシア側がサハリン南部のコルサコフ港で海上保安庁船舶への引き渡しを希望していると明らかにした。在ロシア日本国大使館に25日、ロシア外務省から連絡があった[331]。
- 運輸安全委員会の武田展雄委員長は26日の記者会見で、海底から引き揚げた「KAZU I」の本格的な船体調査を25日から開始したことを明らかにした。船体が保管されている網走市に船舶事故調査官を派遣しており、数日程度、現地で調査を行う[332]。

7月26日
- 「KAZU I」が2021年5月、船舶検査証書を交付されていないのに運航し、乗客3名が負傷した事故で、北海道運輸局が行った2021年（令和3年）6月の特別監査で、証書不携帯の法令違反を見過ごしたことが分かった。同局は監査を踏まえ、同7月に安全管理を見直すよう同社を行政指導したが、証書不携帯は反映されなかった[333]。

8月3日
- 北海道運輸局は、通常監査で不備が指摘された斜里町ウトロ地区の小型旅客船事業者3社のうち残る1社の是正が確認された、と発表した。これに伴い、3社に改善を求めた計13項目は全て是正され、今回の通常監査は終了した[334]。検査記録の保管など計3件の不備を指摘された2社は6月中に是正を確認し、運航の可否判断に関する情報記録など10件の不備を指摘された1社は7月に是正を確認したとしている[335]。

8月10日
- 運輸安全委員会は、これまでの調査の過程で明らかになった事実情報について、国土交通省海事局へ情報提供を行った[202]。

8月23日
- 斜里町で23日、自然体験型の観光の安全管理体制を検討する「知床アクティビティリスク管理体制検討協議会」が発足し、観光事業者や有識者が議論を始めた[336]。
- 北方領土の国後島とサハリン南部の沿岸で見つかった合わせて3人の遺体について、海上保安庁の巡視船がサハリン南部の港に引き取りに行くことで日本とロシアの政府間で合意した。23日にロシア務省から日本国外務省に連絡があった。時期については9月以降になる見通し[337]。

8月24日
- 知床で携帯電話の通信エリアを拡大しようと、国と携帯電話事業者が24日、地元の斜里町の関係者と意見交換を行った。関係省庁と大手4社は携帯電話の基地局を知床岬灯台や宇登呂灯台、知床自然センターなどに設置することを検討していて、24日から25日にかけて現地調査を行った。国土交通省は小型旅客船の通信設備から携帯電話を排除する方向で検討しているが、総務省と環境省は観光客や漁業者などの通信環境を改善するため、エリアの拡大を目指している。総務省の中村裕治移動通信課長は「きちんと通信環境を確保することが生命や財産、安全安心を確保するために一番大事になる。地元の要望を聞き取りながら丁寧に対応していきたい」と話した[338]。

8月25日
- 海上保安庁は釧路航空基地の体制を強化する。同庁は25日、2023年度予算の概算要求に救助体制強化費10億3千万円を計上した。中型ヘリコプター1機と、ヘリ救助を専門とする機動救難士の配置費用などを盛り込んだ[339][340]。
- 国土交通省は25日、2023年度（令和5年度）予算の概算要求に小型旅客船事業者の安全対策費26億9500万円を計上した。事業者の安全対策を支援する補助金制度を創設する[340]。

8月28日
- 第一管区海上保安本部は、ロシア・サハリンで日本人男性とみられる遺体が発見されたと、31日午前に外交ルートを通じロシア側から連絡があったことを明らかにした。遺体は28日、サハリン・トマリ地区の沿岸で発見された[341]。

8月29日
- 松野官房長官は、北方領土の国後島沿岸などで見つかった3人の遺体について、ロシア側との合意を受けてできるだけ早く引き渡しを受けられるよう最善を尽くす考えを示した。官房長官は29日の記者会見で「遺体の引き渡しは、これまでもロシア側との間で、その時期や方法について鋭意、調整を進めてきた。現時点で引き渡しの具体的なめどを申し上げられる段階にはないが、可能なかぎり早く引き渡しを受けられるよう最善を尽くしていきたい」と述べた[342]。

8月31日
- 国土交通省は31日、安全運航に問題があると思われる旅客船事業者に関する通報窓口を全国の地方運輸局に開設した。行政指導を受けた事業者の公表も同日から始めた[343]。

9月14日
- 斜里町の馬場隆町長は「犠牲者の冥福と行方不明者の早期発見を心から祈り、町としてできることを続けていく」と述べ、8月にボランティアが行った海岸の捜索費用を、寄付金を積み立てた基金で補助する考えを示した。町議会は15日、補正予算案を原案通り可決した。寄付金を積み立てた「海難事故基金」を追加計上し、基金から事故対応事業費100万円を支出する。このうち約38万円は、8月に半島海岸を捜索したボランティアに船舶使用料などの費用補助とする[344][345]。

9月16日
- 報道機関13社が加盟する「小樽海事記者クラブ」は16日、第一管区海上保安本部に対し、身元が確認された乗客2人の実名を公表するよう申し入れた。「事件や事故では被害者の氏名も含めて極めて公共性が強い」とし、正確に取材、報道する上で実名発表が不可欠と指摘した。8月に斜里町の海岸で見つかった乗客の氏名も公表するよう求めた[346]。

9月20日
- 報道機関17社が加盟する「海上保安庁記者クラブ」は20日、海上保安庁に対し、身元が確認された乗客2人などの実名を速やかに公表するように申し入れた。申し入れ書は石井昌平海上保安庁長官宛て。「事件や事故の報道は被害者の氏名も含めて極めて公共性が高い」と指摘し、実名発表を求めた[347]。

9月26日
- 遺体で発見され身元が判明した乗客の一部を第一管区海上保安本部が匿名で発表したことを巡り、斉藤鉄夫国土交通大臣は26日、閣議後の記者会見で「ご家族に実名公表することの公益性の高さを丁寧に説明していきたい」と述べた[348]。

9月28日
- 国土交通省は28日、小型旅客船などに航行中の映像や音声を記録するドライブレコーダーなどの装置の搭載を義務付ける方針を決めた。事故時の状況把握や船員の教育に役立てる狙い。屋根がないなど構造上設置が難しい船もあるため、対象となる船舶の範囲や実施時期は今後検討する[349]。

9月30日
- 国土交通省は30日、検査を代行する日本小型船舶検査機構（JCI）が検査事務規定を改正し、同省が認可したと発表した。来年1月1日以降の検査から新たな方法で実施される。JCIが検査時、船を陸に揚げた上での船体確認や、主機関などの動作確認を省略する運用を行っていたことが事故後に発覚。「KAZU I」についても同様に、船底の状態確認を省いていた。新しく認可された検査方法では、こうした省略措置を撤廃し、定期検査、中間検査ともに陸揚げし、主機関や排水設備などの動作確認を毎回行う[350][351]。

10月20日
- 第一管区海上保安本部の飯塚本部長が20日、これまでの捜索状況について、自衛隊や警察、民間船舶などと連携し、巡視船艇のべおよそ1120隻、航空機のべおよそ360機を投入したと説明した。「これからの時期、流氷や積雪などによって捜索を一時中断せざるをえない場合もあるかと思うが、捜索を望むご家族の意向も踏まえ、天候の許す限り捜索を継続していきたい」と述べた[352]。

10月21日
- 斉藤鉄夫国土交通大臣は21日の閣議後記者会見で、乗客家族が20日に記者会見したことを受け、「（国交省有識者委員会の）年内の総合的な安全対策の取りまとめに向けて、ご家族の意見を踏まえながらしっかり取り組む」と述べた[353]。
- 国土交通省は、旅客船事業への参入の際、小規模であれば「届け出制」としている現在の仕組みを改め、新たに設ける「登録制」へと移行する方針を固めた。現行制度では、届け出制の事業者に事業取り消しなどの行政処分を科す規定がなかったが、登録制では可能とし、事業者に対する監督を強める[354]。

10月24日
- 松野博一官房長官は24日の記者会見で、事故から23日で半年を迎えたことに関し、「二度とこのような事故を起こさないよう、小型旅客船の安全対策に万全を期す」と強調した。「家族の意向も踏まえ、引き続き海上保安庁により捜索を継続する」と述べた[355]。

10月30日
- 総務省など関係する省庁と携帯電話の大手4社は30日、半島周辺の携帯電話の通信エリア拡大に向けた意見交換会を羅臼町で開き、町のほか、漁業や観光業界の関係者らが出席した。国は基地局の設置や運用の面で、地形などに詳しい地元関係者の協力を求めた。総務省の豊嶋基暢・電波部長は「地元から具体的で前向きな提案を頂くことができた。関係省庁と相談しながら検討を進めたい」と述べた[356][357]。

11月2日
- 斉藤鉄夫国土交通大臣は2日の衆院国交委員会で、乗客の家族に謝罪するよう、運航会社の社長に要請していることを明らかにした。「ご家族の気持ちに最大限配慮した対応を行うことが何よりも重要だ」と強調。乗客家族から国交省に何度も寄せられている謝罪要求を社長に伝えているとし、「あらためてご家族の意向を確認の上、真摯な対応を行うよう要請している。今後も重ねて強く要請する」と述べた[358]。

11月4日
- 国土交通省は、2023年度（令和5年度）に予定していた安全設備に関する旅客船事業者への補助制度の創設を、2022年度（令和4年度）に前倒しすることを決め、同年度第2次補正予算案に関連経費35億円を計上する[359]。

11月8日
- 海上保安庁は、2023年度（令和5年度）予算の概算要求に盛り込んでいた釧路航空基地への中型ヘリコプター配備などの関連予算について、8日に閣議決定した22年度第2次補正予算案に前倒しして計上した[360]。
- 国土交通省は8日、旅客船事業の参入時に加入を求める損害賠償保険の乗客1人当たりの賠償限度額を引き上げることを決めた。定員13人以上なら現行の3千万円以上から1億円以上とする[361]。

11月14日
- 国土交通省は14日、事故を受けてまとめた「安全・安心対策」の素案について、パブリックコメント（意見公募）を始めた。対策は6分野59項目で、中間取りまとめの47項目に12項目を新たに加え、事業者の安全管理体制や国の監査・処分の強化などを盛り込んだ。12月5日まで意見を募り、年内に最終報告として仕上げる[362]。

12月15日
- 松野博一官房長官は15日の記者会見で、知床観光船沈没事故の行方不明者6人の捜索を続ける考えを示した。「家族のご意見も踏まえ、気象条件が許す限り、巡視船艇や航空機による捜索を継続する」と述べた[363]。

12月16日
- 国土交通省は16日、全国の小型旅客船事業者に対し、船の甲板にあるハッチ（昇降口）の蓋が確実に閉まるか、自主点検を指示すると発表した。甲板下を仕切る「隔壁」について、水を通さない構造を義務付ける検討を始めたことも明らかにした[364]。

12月20日
- 運輸安全委員会の武田展雄委員長は20日の定例記者会見で、15日に経過報告を公表した観光船沈没事故について「ご家族の思いを受け、丹念に調査していくことの重要性を感じた」と述べ、乗客の家族による情報提供など協力に感謝した[365]。
- 第一管区海上保安本部は20日、知床半島沿岸部での潜水士らによる不明者の捜索を来年3月まで中断すると、不明者の家族に伝えた。冬季は暴風雪や高波など悪天候が見込まれるため。天候などの条件が整えば同4月に再開する。巡視船による捜索は続ける[366]。

2023年4月22日
- この年の捜索活動を再開した。この時点で死亡が確認されたのは20人で、行方不明者は6人[367]。

4月23日

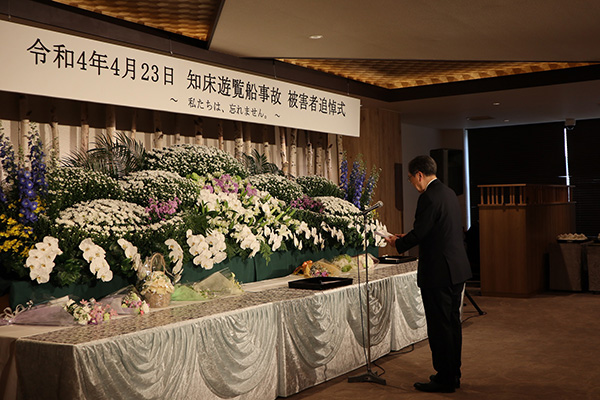
知床遊覧船事故被害者追悼式

- 事故から1年経ち、斜里町らが主催して追悼式を開いた。斉藤鉄夫国土交通大臣、鈴木直道北海道知事、斜里町長の馬場らが参列した。運航会社の社長は招待されなかった一方で、「知床遊覧船代表取締役」の肩書で花を贈った[368]。

### 知床遊覧船事故検討委員会
当検討委員会では、令和4年4月23日に北海道知床で発生した遊覧船事故を踏まえ、二度とこのような悲惨な事故を起こさないよう、小型船舶を使用する旅客輸送における安全対策を総合的に検討する。
- 4月28日 「知床遊覧船事故対策検討委員会」設置[370]
- 5月11日 第1回検討委員会[371][370]
- 5月20日 第2回検討委員会[372][370]

1. 事業参入の際の安全確保に関するチェックの強化(1)
2. 監査・行政処分のあり方(1)
3. 船舶検査の実効性の向上
4. 利用者への安全情報の提供(1)

- 5月27日 第3回検討委員会[373][370]

1. 船員の技量向上
2. 設備要件の強化
3. 利用者への安全情報の提供(2)

- 6月10日 第4回検討委員会[374][370]

1. 事業参入の際の安全確保に関するチェックの強化(2)
2. 安全管理規程の実効性の確保
3. 旅客船事業者に相応しい安全意識の確保

- 6月24日 第5回検討委員会[375][370]

1. 監査・行政処分のあり方(2)
2. 被害者保護
3. 船員の技量向上(2)

- 6月25日 ご家族への検討状況のご説明（事務局）[370]
- 7月14日 第6回検討委員会[376][370]

中間とりまとめ(案)
- 9月28日 第7回検討委員会[377]
- 10月21日 第8回検討委員会[378]
- 11月8日 第9回検討委員会[379]
- 12月22日 第10回検討委員会[380]

#### 旅客船の総合的な安全・安心対策
安全対策を「重層的」に強化し安全・安心な小型旅客船を実現
(1)事業者の安全管理体制の強化
- 安全統括管理者・運航管理者への試験制度の創設
- 事業許可更新制度の創設
- 届出事業者の登録制への移行
- 運航の可否判断の客観性確保
- 避難港の活用の徹底
- 地域の関係者による協議会を活用した安全レベル向上

(2)船員の資質の向上
- 船長要件の創設（事業用操縦免許の厳格化（修了試験の創設等）、初任教育訓練、乗船履歴）
- 発航前検査の確実な実施（ハッチカバーの閉鎖の確認を含む）

(3)船舶の安全基準の強化
- 法定無線設備から携帯電話を除外
- 業務用無線設備等の導入促進
- 船首部の水密性の確保（既存船の緊急点検、隔壁の水密化等の検討）
- 改良型救命いかだ等の積付けの義務化・早期搭載促進

(4)監査・処分の強化
- 海事監査部門の改革（安全確保に向けた徹底した意識改革、通報窓口の設置、抜き打ち・リモートによる監視の強化、裏取り・フォローアップの徹底、自動車監査等のノウハウ吸収、監査体制の強化）
- 行政処分制度の抜本的見直し（違反点数制度、船舶使用停止処分の導入）
- 罰則の強化（拘禁刑、法人重課等）
- 許可の欠格期間の延長（2年→5年）

(5)船舶検査の実効性の向上
- 国によるJCI（日本小型船舶検査機構）の検査方法の総点検・是正と監督の強化（ハッチカバー等を含む）

(6)安全情報の提供の拡充
- 安全法令違反の行政指導を公表対象に追加
- 行政処分等の公表期間の延長（2年→5年）
- 安全性の評価・認定制度（マーク等）の創設

(7)利用者保護の強化
- 旅客傷害賠償責任保険の限度額引上げ
- 旅客名簿の備置き義務の見直し

### 北方領土付近の捜索時におけるロシアとの調整
4月25日、海上保安庁は行方不明者の捜索範囲が、ロシアが実効支配している北方領土付近まで広がる可能性があることをロシア国境警備局に通知した。これは日露間で結んでいるSAR協定に基づいたものであり、ロシア当局はこれを了承した。事故発生当初の海上捜索、その後北方領土やロシア沿岸部での遺体・遺留品の捜索などを行い、乗客の所持品だったリュックサック等を発見し、日本側に知らせてきた。そして5月に乗客・乗員2名の遺体が国後島西岸で発見されると返還交渉が行われたものの、国後島は日露共に国内と認める北方領土問題や、当年に始まったウクライナ侵攻による日露の微妙な関係により返還が難航していた。そうした中、6月新たにサハリンで乗客の遺体が発見されると事情が変わった。サハリンはロシア領なので領土問題を棚上げできることによって、サハリンでの返還が決まった。こうして国後島で発見された2遺体をサハリンに移し、9月9日海上保安庁の巡視船つがるに3体の遺体が引き渡された。

### 海保の配備見直し
捜索の初動において、遭難区域担当の海保航空機が整備と別任務のために到着に時間を要した（詳細は捜索活動の項参照）ことから、機動救難士の配置と航空機配備数の見直しが図られた。当時、事故現場を含んだオホーツク海周辺などの道東、道北地方は、事故発生時にいち早く救助に向かう機動救難士が対応できない状態であった。そのため、海保は釧路航空基地にて、新たに機動救難士を配置、事故発生後いち早く救助が行える範囲が拡大されることになった。また、海保の航空基地13か所のうち10か所については配備機数が2機しかなく、今回のような状況が起こりえるため、釧路航空基地を含む全基地に対する3機配備を進めていく方針が示された。
釧路航空基地には9名の機動救難士が配置され、2023年4月10日から本格的な運用が始まった。2024年3月8日には函館航空基地からヘリ1機が配置換えされ3機体制となった。
また、事故をふまえオホーツク海域を担当する紋別海上保安部に大型巡視船のだいせつが配備された。

### 観光船の運航自粛と再開
4月24日
事故を受けて知床遊覧船など地元4社で構成される知床小型観光船協議会は、ゴールデンウィーク期間にあたる4月28日から5月8日の間、小型観光船の運航を自粛することを決めた。
4月25日
大型の観光船「おーろら」を運航している道東観光開発も「行方不明者の捜索活動に当たる」として営業運航の当面中止を発表した。
5月3日
知床小型観光船協議会に所属する3社は5月末まで運航自粛を延長した。
5月17日
知床小型観光船協議会に所属する3社は、北海道運輸局が実施した緊急点検において不備が見つかり、通常監査を受ける事となった。北海道運輸局は、監査が終了するまでは運航を自粛するように要請した。
5月20日
道東開発観光は、運航再開の要望が強かったことから、安全管理を徹底した上で大型の観光船「おーろら」の運航を再開した。
6月6日
道東開発観光は、大型観光船「おーろら」の、知床岬までを巡る長距離コースの運航を再開した。当面、「KAZU I」が沈没した現場を沖合におよそ1キロメートル避けて運航する。
6月14日
知床小型観光船協議会に所属する3社は、6月16日からの運航再開に向け、安全運航の自主ルールをまとめ、斜里町内で地元の宿泊業者や観光業者を対象に説明会を開いた。自主ルールは、運航判断は複数社で協議する、原則単独運航をしない、営業期間を統一する、協議会共通の業務無線などを搭載する、といった4項目を定めた。
6月16日
知床小型観光船協議会に所属する2社が、自粛していた今シーズンの運航を開始した。安全運航に向けた新たなルールを設けた上で運航を続ける。
9月22日
知床小型観光船協議会に所属し、8月から今シーズンの運航を開始した1社が、乗客が集まらず、10月20日まで予定していた今シーズンの運航を9月26日で切り上げることを決めた。先月の乗客数は新型コロナ禍前の3年前に比べて1割から2割程度にとどまり、来月も増加が見込めないと判断した。
2024年3月16日
知床クルーザー観光船「ドルフィン」の運航会社は、事故の影響を受け予約が減り採算が取れなくなったとして、3月末で観光船事業を廃業すると発表した。

### 日本小型船舶検査機構の業務改善
2023年1月20日、事故直前に日本小型船舶検査機構（JCI）が実施した検査が不十分だったとして、国土交通省は検査実態を総点検し、業務を改善するよう指示した。運輸安全委員会は2022年12月の経過報告で「KAZU I」の船首付近の甲板にあるハッチの蓋が密閉されず、海水が入って沈没したと推定したが、JCIは事故3日前に「KAZU I」を検査した際に蓋の留め具の作動状況を確認していなかった。2月20日、JCIは旅客船の検査を手掛ける専門部署や検査現場を監査する部署を新設し、チェック体制を強化する内容の業務改善計画を国土交通省に提出した。

### 法改正等
事故を受け政府は、2023年（令和5年）3月3日、運航管理者の試験制度の創設や事業者（法人）への罰金を最大1億円に引き上げるなどの罰則の強化を盛り込んだ海上運送法などの改正案を閣議決定した。この改正法案は4月28日に参議院本会議で可決、成立した。
同年4月4日、国土交通省は、2025年度（令和7年度）以降に新造される小型旅客船を対象に、甲板下に浸水拡大を防ぐ「水密隔壁」の設置を義務化すると発表した。既存の船で対応が難しい場合は、浸水警報装置と排水装置を設置するか、船体に浮力を持たせるか、いずれかの代替措置を義務づける。関係省令を改正し、2025年度をめどに実施する。
2024年（令和6年）10月3日、国土交通省は水温の低い海域を航行する旅客船を対象に、救命いかだの搭載を義務化することを明らかにした。旅客定員13人以上の船舶は2025年4月から、12人以下の船舶は2026年4月から義務化する。

### 携帯電話基地局の設置
知床地域では携帯電話で通信可能なエリアは限られており、漁業者などの安全確保の観点から、斜里町や羅臼町は事故発生以前から国などに対して、通信エリアの拡大を要望しており、国は前記2町から「今後も小規模な漁船などで携帯電話の利用が想定され、通信環境の改善が必要だ」などの要望が寄せられたことを受けて、知床沿岸地域に携帯電話の基地局を整備することを決定した。

### テレビ・ラジオ放送への影響
- 事故を受けて日本テレビは、5月1日に放送予定だった「金田一少年の事件簿（第5シリーズ）」の第2話「聖恋島殺人事件」が海に囲まれた孤島が舞台の殺人事件を扱っていることから放送を1週間延期し、代わりに堂本剛（KinKi Kids）主演版「金田一少年の事件簿」の第2シリーズ（1996年（平成8年）制作・放送）の「悪魔組曲殺人事件」を、エンディングテーマを全面カットしてその穴埋めとして初代金田一役の堂本剛と道枝がリモート対談を行う企画を添えて放送した[405]。
- ニッポン放送・NRNで放送している『Creepy Nutsのオールナイトニッポン』では協賛スポンサーの一社である商船三井フェリーのクレジットを見合わせた[注 3]。

### 風評被害
事故の影響で、直後の大型連休（ゴールデンウィーク）中にもかかわらず、全国各地の遊覧船への予約が入らなくなったり、修学旅行などの団体旅行でのキャンセルが相次いだりする風評被害が発生した。

### 日本国外の反応
- 5月1日、 ベトナムで同国のファム・ミン・チン首相が外遊中の岸田首相との会談の冒頭で、この事故に触れて「人命と財産の大きな被害について、我が国政府と国民を代表し心よりお見舞いを申し上げる」と述べた[409]。

## 民事裁判

### 「KAZU Ⅰ」甲板員の両親による知床遊覧船に対する訴訟
「KAZU Ⅰ」に乗り組んでいた死亡した甲板員の両親が、知床遊覧船と社長の安全配慮義務違反が死亡の原因だとして、計約1億1900万円の損害賠償を求める訴訟を東京地裁に起こした。提訴は2023年3月1日付。原告側は訴状で、社長は実務経験がないのに安全統括管理者に就任し、事故2日前には船首付近のハッチの蓋が閉まらない状態が発覚したが、把握していなかったと主張。経験の浅い船長を乗船させ、悪天候を理由に「行かないほうがいい」とする周囲の助言を無視して出航させるなど、「重過失どころか故意が認められる」と訴えた。これに対し、同社側は請求棄却を求める答弁書を地裁に提出している。
同年11月16日、同社側が甲板員の両親側に対し、月5万円ずつ、総額計8千万円を支払うとの和解案を提示したことが分かった。計算上、支払いには約130年かかる。

### 「KAZU Ⅰ」甲板員の両親による国に対する訴訟
「KAZU Ⅰ」甲板員の両親は、事故は国側の船体検査が不十分だったことが原因だとして、国に計約1億800万円の賠償を求める訴訟を東京地裁に起こした。提訴は2023年9月4日付。事故を調査している運輸安全委員会によると、国に代わって検査を担う日本小型船舶検査機構（JCI）が、事故前にKAZU Ⅰの検査を実施した際、検査対象項目だった船首甲板部のハッチの開閉試験を省略して合格とした。同委は、ハッチのふたが密閉できずに海水が船底に入り込んだことが沈没原因とみている。両親は訴状で、検査でハッチの不具合を発見して不合格としていれば、船は出航できず事故は起きなかったと主張。国には安全に航行できる能力のない船を検査に合格させた責任があると訴えた。JCIについても同年12月15日付で提訴した。

### 「KAZU Ⅰ」乗客の家族による知床遊覧船に対する訴訟
乗客14人の家族ら計29人が運航会社と社長に計約15億円の損害賠償を求め、2024年7月3日に札幌地裁へ提訴した。

## 海上保安庁による捜査・刑事裁判
2022年5月2日、第一管区海上保安本部は業務上過失致死の疑いで運航会社「知床遊覧船」の事務所や社長の自宅を家宅捜索した。
2024年9月18日、第一管区海上保安本部は業務上過失致死と業務上過失往来危険の疑いで知床遊覧船の社長を逮捕した。逮捕容疑では2022年4月23日、運航管理者として安全を確保すべき義務を怠り、KAZU Iを沈没させて乗客乗員26人を死亡させたとしている。会見で同本部の刑事課長は約2年5カ月に及んだ捜査について「沈没メカニズム特定のため、さまざまな鑑定や気象データ解析など、証拠を丹念に積み重ねる必要があった」と述べた。同月26日、第一管区海上保安本部はKAZU Iの船長を業務上過失致死と業務上過失往来危険の疑いで容疑者死亡のまま書類送検した。10月9日、釧路地検は社長を業務上過失致死罪で起訴した。10日、釧路簡易裁判所は社長の保釈を認める決定をした。検察側は不服として準抗告したが、棄却された。11日に勾留先の釧路刑務支所から保釈された。保釈保証金は1000万円。

## 被害者家族・支援者による活動
乗客の家族は「知床観光船事件被害者家族会」を設立して運航会社やその社長の責任追及などを行っており、知床観光船事件被害者弁護団が支援している。
被害者家族のうち、有志が初の合同記者会見をオンライン形式で2022年（令和4年）10月20日に開き、運航会社社長による個別の謝罪が未だないことを挙げて「稚拙で誠意がない」「原因が自分自身にあることを真摯に受け止めて生涯をかけて償う覚悟を持ってほしい」などと語ったほか、国やJCIも検査の甘さなどを批判した。捜索にあたった関係者への感謝を述べるとともに、「そんなに探したいなら自分で探しに行け」といった誹謗中傷がインターネットに書き込まれていることも明かした。
2025年（令和7年）7月13日には、事故海域近くで家族会による洋上慰霊が初めて行われた。行方不明者や遺品の捜索に協力してきた地元漁師らのボランティアグループが企画し、全国からの寄付で費用約1400万円を賄った。

## 近隣海域の旅客船事故
- 2005年（平成17年）6月23日、斜里町知床岬付近にて、観光旅客船「カムイワッカ」が座礁、22人が負傷した[429][430]。
- 2017年（平成29年）6月14日、旅客船「DOLPHIN III」は、ウトロ港から出港して営業運航中、定置網付近を航行してスクリューを網に絡め、航行不能となった。その後、船長はスクーバ潜水による絡索除去作業を実施したが、そのまま行方不明となった（原因は酸素ボンベ残量不足の可能性が指摘）。乗客は他船に移乗し、ケガ等はなかった[431]。
- 2018年（平成30年）8月29日、旅客船「HAMANASU」は、漂泊中、主機の運転ができなくなり運航不能となった[432]。
- 2019年（令和元年）6月26日、斜里町知床半島沖にて、観光旅客船「カムイワッカ55」が岩礁に接触、13人が負傷した[433]。
- 2019年8月6日、斜里町ウトロ漁港北東方沖にて、観光旅客船「カムイワッカ55」が、燃料ホースの劣化によりエンジンが停止、動けなくなった[434]。
- 2020年（令和2年）7月4日、斜里町ウトロ漁港内にて、知床遊覧船が運航する観光旅客船「KAZU III」と、観光旅客船「カムイワッカ55」が衝突した[435]。

## 事故を題材にした作品
- 第32回FNSドキュメンタリー大賞ノミネート作品「空白の海～KAZU Ⅰ沈没 家族と捜索隊の1年」（2023年6月27日〈2023年6月26日深夜〉）フジテレビ系列、制作：北海道文化放送）